# Surtsey
Vous lisez un « article de qualité » labellisé en 2008.
Surtsey (/ˈsʏr̥(t)sˌeiː/) est une île volcanique située au large de la côte méridionale de l'Islande, à l'extrémité sud des îles Vestmann. Elle s'est formée à la suite d'une éruption volcanique qui a commencé à 130 mètres sous le niveau de la mer aux alentours du 10 novembre 1963, a atteint la surface le 14 novembre 1963 et s'est terminée le 5 juin 1967. C'est à cette date que l'île a atteint sa superficie maximale avec 2,65 km2 et sa hauteur maximale avec 173 mètres d'altitude. Depuis, sous l'action érosive du vent et des vagues, l'île a diminué de superficie pour ne mesurer plus que 1,41 km2 en 2008. Elle a perdu aussi en altitude à cause de l'érosion essentiellement maritime, du compactage des couches sédimentaires sous-jacentes et à un moindre degré du réajustement isostatique de la lithosphère.
Dès son apparition, l'île a été étudiée par de nombreux volcanologues et depuis la fin de son éruption, elle suscite l'intérêt des botanistes et des zoologistes car la vie a peu à peu colonisé cette nouvelle terre vierge. Pour cette raison, elle est interdite d'accès au public, seuls les scientifiques sont autorisés à s'y rendre. Surtsey est inscrite comme site du patrimoine mondial au cours de la 32e session du comité d'évaluation de l'UNESCO qui s'est déroulée en 2008.
Surtsey, qui signifie en français « Île de Surt », tire son nom de Surt, l'équivalent islandais de Vulcain chez les Romains ou jötunn du feu de la mythologie nordique.

## Géographie

### Localisation

Carte des îles Vestmann indiquant la position de Surtsey dans l'archipel et par rapport au reste de l'Islande.

Surtsey est une île européenne appartenant à l'Islande et située à trente-deux kilomètres au sud des côtes méridionales de l'île principale de ce pays, dans l'Atlantique nord,.
L'île est située à l'extrémité sud de l'archipel des îles Vestmann auquel elle appartient. Cet archipel, qui compte dix-huit îles et de nombreux récifs, constitue une municipalité de l'Islande,. La plus grande de ces îles, Heimaey, a une superficie de 13,6 km2 et est distante de Surtsey de dix-huit kilomètres en direction du nord-est, ; avec environ 4 200 habitants, Heimaey est aussi la seule île habitée de l'archipel,.
À 63° 18' de latitude nord et 20° 36' de longitude ouest, Surtsey constitue le point le plus méridional de l'Islande.
D’un abord difficile en raison de l'inexistence d'infrastructures de transport, l'accès à Surtsey est réservé aux scientifiques et soumis à autorisation du Muséum d'histoire naturelle de Reykjavik en raison du niveau de protection élevé de l'île et de ses abords. Toutefois, son survol est autorisé sans restriction ce qui permet d'appréhender l'intégralité de l'île.

### Topographie sous-marine

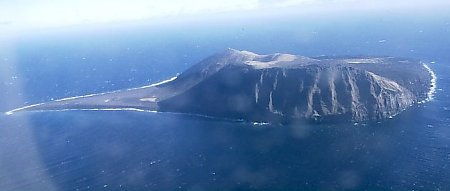
Vue aérienne de Surtsey depuis l'ouest en 1999.

En mer, la profondeur autour de Surtsey est variable et différentes éruptions ont formé plusieurs petites îles aujourd'hui disparues sous les eaux.
Le plus ancien site volcanique est celui de Surtla situé à environ deux kilomètres et demi au nord-est de Surtsey. Cet endroit est situé à une profondeur d'environ soixante mètres et mesure aux alentours de 600 mètres de largeur et 900 mètres de longueur. Cette zone s'est formée lors de l'éruption de décembre 1963 à janvier 1964.
Plus proche de Surtsey se trouve la plate-forme sous-marine de Syrtlingur, île éphémère érodée par les vagues et dont l'éruption s'est déroulée en 1965. Sise à une profondeur comprise entre soixante-dix et quatre-vingts mètres, cette plate-forme d'un diamètre de un kilomètre et demi est située à environ 500 mètres à l'est-nord-est de Surtsey.
Formée de manière similaire durant l'éruption de 1965 à 1966, l'île de Jólnir a connu le même sort que Syrtlingur puisqu'elle forme aujourd'hui un mont sous-marin de 1,7 kilomètre de diamètre culminant entre soixante et soixante-dix mètres au-dessus des fonds marins et situé à un kilomètre au sud-ouest de Surtsey,.
L'ensemble de ces structures, y compris Surtsey, s'est formé le long de la même fissure volcanique orientée sud-ouest-nord-est sur une distance de 5,8 kilomètres,.

### Topographie aérienne

Carte topographique de Surtsey et des monts sous-marins de Syrtlingur et de Jólnir.

Surtsey, volcan à la fois aérien et sous-marin, forme l'île du même nom. D'un volume sous-marin et aérien de 1,1 km3, le diamètre maximal du volcan à sa base est de 2,9 kilomètres pour une superficie de 13,2 km2,. Sa hauteur est de 285 mètres dont 130 mètres sous la mer soit une altitude maximale de 155 mètres. Ces mesures ont été obtenues par l'administration maritime d'Islande qui a opéré une mission autour du volcan en 2000. L'île a beaucoup changé depuis sa formation et la fin de l'éruption en 1967. L'érosion, notamment maritime, a joué un grand rôle dans son aspect actuel,.
En 2008, l'île possède une forme de poire avec 1,33 kilomètre de largeur d'est en ouest et 1,80 kilomètre de longueur du nord au sud. La majorité de l'île au relief accidenté est composée d'un plateau incliné vers le sud et l'est, situé à une altitude moyenne d'une quarantaine de mètres. Ce dernier est cerné de falaises littorales formées par l'érosion marine d'une vingtaine de mètres de hauteur et qui atteignent quatre-vingts mètres de hauteur sur la côte sud-ouest, là où les vagues sont les plus puissantes et les plus nombreuses. Ce plateau se prolonge au nord par deux demi-cratères ouverts vers le sud en forme de croissants : Surtungur à l'ouest et Surtur à l'est dont les points culminants sont respectivement Vesturbunki à l'ouest avec 141 mètres d'altitude et l'Austurbunki à l'est avec 155 mètres d'altitude, plus haut sommet de Surtsey. Ces altitudes font de la face occidentale de Surtungur la plus haute falaise de Surtsey avec une hauteur de 135 mètres environ. Ces deux cratères sont de taille moyenne par rapport aux autres volcans d'Islande avec une largeur de 430 mètres pour Surtur et de 520 mètres pour Surtungur,. Au nord de ces deux cratères, qui se présentent alors sous la forme d'une falaise, s'est constituée au fil du temps une flèche de sédiments de 150 m2 de superficie dont les matériaux ont pour la plupart été arrachés aux côtes de l'île et déposés à cet endroit au gré des courants marins,. L'altitude de cette côte nord de l'île bordée de blocs basaltiques arrondis dont certains atteignent un mètre et demi de diamètre ne dépasse pas trois mètres.
Les infrastructures présentes sur l'île sont constituées d'une aire d'atterrissage pour hélicoptère, une cabane et un phare abandonné dont le démantèlement a été effectué à l'été 2007.

### Hydrologie

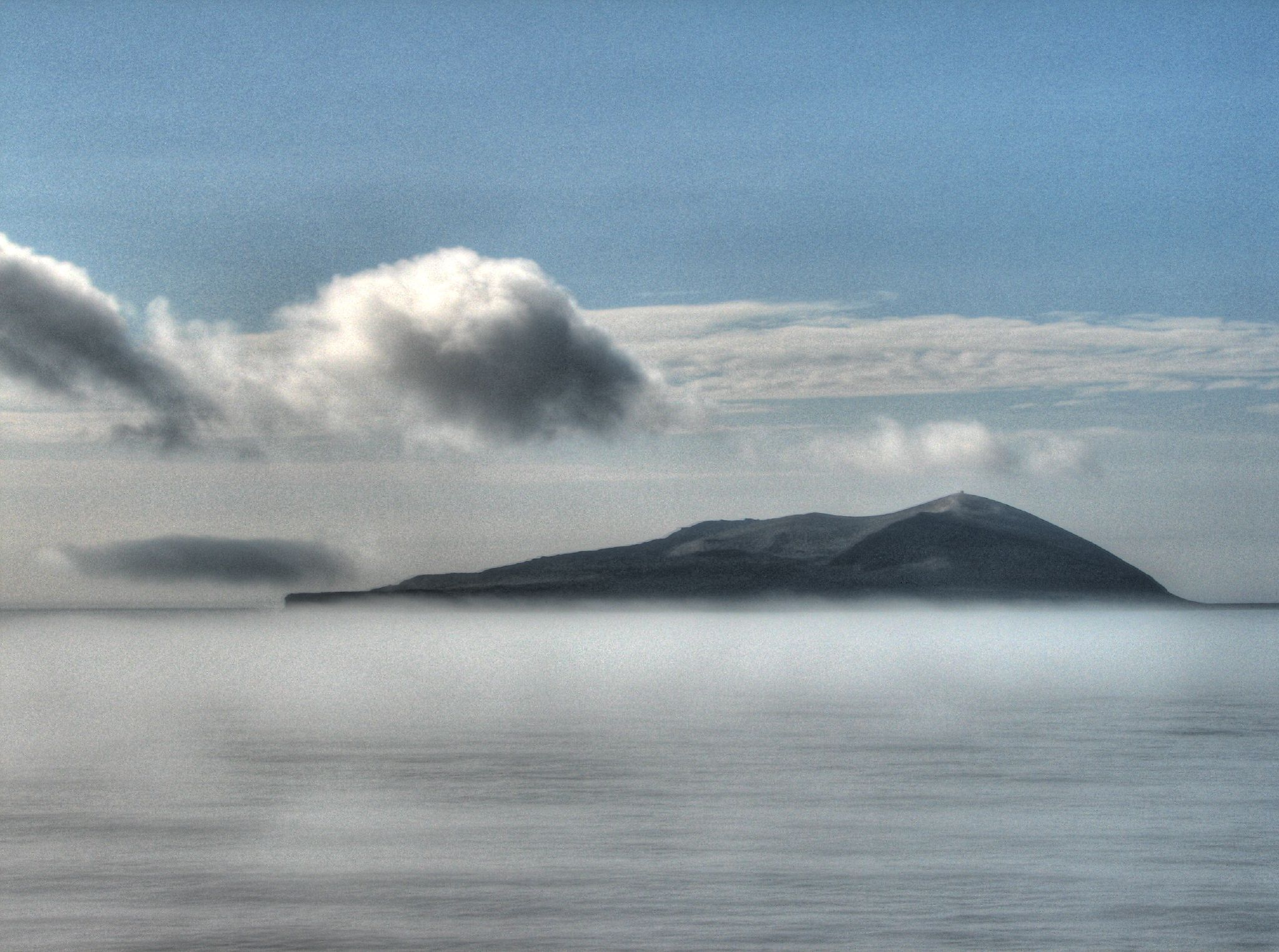
Surtsey le 20 septembre 2007.

En raison de la porosité de la roche de Surtsey, l'île ne comporte aucun réseau hydrographique. Toutefois, après de fortes précipitations, quelques ruisseaux temporaires peuvent naître sur les pentes des deux cratères, permettant ainsi la mobilisation du téphra les recouvrant et son dépôt à leurs pieds sous la forme de petits cônes de déjection,. Ces ruisseaux atteignent des dimensions d'un demi mètre à deux mètres de largeur sur la face nord des cratères.

### Géologie

#### Système volcanique des îles Vestmann

Carte des systèmes volcaniques de l'Islande dont celui des îles Vestmann au sud de l'île principale.

Surtsey est un des nombreux volcans d'Islande qui constitue un des rares endroits au monde où une dorsale, en l'occurrence la dorsale médio-atlantique, émerge au-dessus de la mer. Parmi les nombreux systèmes volcaniques de ce pays, Surtsey fait partie de celui des îles Vestmann situé au sud de l'arc volcanique islandais et faisant partie de la formation Norðurklettar,. Malgré une activité volcanique relativement réduite durant l'Holocène, ce système des îles Vestmann est relativement récent d'un point de vue géologique car son activité a débuté il y a 100 000 ans,. Il est alimenté par du magma produisant du basalte alcalin, à olivine formant des tufs à palagonite, des brèches surmontées de lave et caractérisé par une absence d'activité hydrothermale,.
Quatre-vingts volcans dont dix-sept aériens, y compris Surtsey, composent ce système volcanique des îles Vestmann,. Leur construction et émersion éventuelle est similaire à celle qu'a connue Surtsey : débutant par une phase sous-marine ou une phase sous-glaciaire suivie d'une phase hydromagmatique, l'éruption devient éventuellement aérienne dans le cas où le volcan émerge au-dessus de la surface de la mer. Depuis plusieurs dizaines d'années, le système volcanique était considéré comme éteint mais les deux éruptions volcaniques de Surtsey entre 1963 et 1967 et de l'Eldfell sur l'île de Heimaey en 1973 ont prouvé le contraire,.
Les plus importantes activités volcaniques du système des îles Vestmann se rencontrent sur l'île de Heimaey. Il s'agit du point central de l'activité du système qui se serait formé il y a 5 000 à 6 000 ans avec les volcans de Stórhöfði et Sæfell-Helgafell. La zone est considérée comme à haut risque volcanique pour la population de l'archipel en raison de son isolement sur ces îles, ce qui rend difficile d'éventuelles évacuations dans le cas d'une éruption, et du régime magmatique du complexe associé au peu d'informations annonciatrices d'une éruption qui peut surprendre la population comme ce fut le cas en 1973 avec l'Eldfell.

#### Mode éruptif

Diagramme du type éruptif surtseyen montrant le cratère à fleur d'eau d'où s'élèvent des panaches cypressoïdes et le panache de vapeur d'eau.

Surtsey est un modèle en termes de volcanisme et a permis de mieux comprendre le mode de formation des différentes îles de l'archipel des îles Vestmann. De plus, c'est un des tuyas sous-marins les mieux préservés au monde. Pour ces raisons, c'est l'un des volcans les plus étudiés et observés d'Islande. Il a donné son nom à un type éruptif appelé « surtseyen » qui définit les volcans entrant en éruption sous quelques mètres d'eau.
L'unique éruption connue de Surtsey, qui fait ainsi de lui un volcan monogénique, et qui a servi à définir le type surtseyen est caractérisée par trois phases : une sous-marine, une hydromagmatique et une aérienne. Lorsque le lieu de sortie de la cheminée volcanique est situé à une trop grande profondeur, la pression de l'eau ne permet pas à la lave d'exploser ou de former des coulées. Cette dernière s'accumule alors au sommet du volcan sous la forme de basalte alcalin à phénocristaux d'olivine, de plagioclase et de spinelle en lui donnant un profil caractéristique de montagne sous-marine au sommet aplati appelé tuya. Toutefois, en raison de la faible profondeur du sommet de Surtsey au moment de sa formation, la lave ne s'est pas accumulée sous la forme de lave en coussins. La montagne s'élevant au-dessus des fonds marins par l'accumulation progressive de lave, son sommet se rapproche de la surface de l'eau et par conséquent la pression exercée par l'eau sur la lave diminue. Lorsque cette pression devient suffisamment faible pour ne plus pouvoir contrecarrer la pression engendrée par la lave qui se fragmente, l'éruption passe dans sa phase hydromagmatique.
Sous l'effet du choc thermique engendré par la rencontre entre de l'eau à quelques degrés Celsius et de la lave chauffée à plus de 1 000 °C, cette dernière se fragmente sous le coup d'explosions et l'eau se vaporise. De la surface de l'eau s'élève alors un panache volcanique essentiellement composé de vapeur d'eau mais aussi de gaz et de cendres volcaniques qui peut s'élever à des milliers de mètres d'altitude. Les gerbes de lave fragmentée peuvent, elles aussi, percer la surface de l'eau, donnant alors naissance à des panaches dits « cypressoïdes » car faisant penser à des cyprès. Par accumulation de lave fragmentée nommée téphras, le volcan grandit au point d'émerger peu à peu puis complètement au point que la cheminée volcanique débouche au-dessus du niveau de l'eau.
L'éruption entre alors dans sa phase aérienne où l'eau joue un rôle moindre voire mineur car cet élément ne peut plus atteindre aussi facilement la lave, au lieu de sa sortie de la cheminée volcanique. L'éruption se déroule alors de manière classique suivant le type de lave émis par le volcan, de type hawaïen dans le cas de Surtsey qui a émis des laves basaltiques ayant formé un lac, des fontaines et des coulées de lave qui se sont jetées dans la mer.

#### Pétrologie

Carte géologique des roches à la surface de Surtsey.

Surtsey est un tuya, c'est-à-dire une montagne au sommet aplati construit par une éruption sous une profondeur d'eau relativement faible,. Le terme de tuya n'était à l'origine réservé qu'aux volcans se formant au cours d'une éruption sous-glaciaire mais il a été étendu[Quand ?] aux volcans se formant dans un lac ou en mer peu profonde car leur formation est très similaire à celle des volcans subglaciaires,. Les roches de la surface de Surtsey se présentent sous deux formes principales : les téphras et la lave.
Les téphras forment le cœur de l'île et apparaissent à sa surface sur 0,34 km2 sous la forme des deux principaux cratères du volcan, Surtungur et Surtur, dont les flancs sont morcelés de nombreuses fissures et ponctués de bouches éruptives,. Les téphras, formés par fragmentation de la lave au cours de son passage dans l'eau de mer, ayant subi une palagonitisation, ces deux cratères sont appelés « anneaux de tuf ». Une quarantaine d'années après la fin de l'éruption, 85 % de ces téphras se sont changés en tufs qui couvrent ainsi une superficie de 0,24 km2. Au-dessus de la surface de la mer, les téphras se sont accumulés sous la forme de fines couches qui se sont empilées les unes sur les autres. La porosité de ces téphras aériens est très élevée puisqu'elle représente 45 à 50 % de leur volume. À l'inverse, les téphras sous-marins sont de tailles beaucoup plus variables. Les caractéristiques de ces téphras formés au cours d'explosions hydromagmatiques en eau peu profonde ont défini les téphras surtseyens. Lorsque ces téphras se sont formés et ont constitué le tuf de l'île, des bulles de vapeur d'eau ont été emprisonnées entre les particules, donnant ainsi naissance à du tuf vésiculé ce qui a été décrit pour la première fois au monde sur Surtsey. Certains de ces téphras se sont agglomérés pour atteindre la taille de lapillis dont certains mesurent jusqu'à 3,5 centimètres de diamètre.
La lave, qui a les mêmes caractéristiques que celle trouvée dans le reste des îles Vestmann ainsi que dans la péninsule de Snæfellsnes dans l'Ouest de l'Islande, est du basalte alcalin à phénocristaux d'olivine, de plagioclase et de spinelle et recouvre la partie sud de Surtsey,,. En raison de sa composition chimique, la lave émise par le volcan au niveau de différents hornitos est majoritairement de type pāhoehoe bien que le type ʻaʻā soit aussi rencontré. Ainsi, la lave pāhoehoe a formé de nombreux tubes de lave lors de son parcours à la surface de l'île, notamment celles émises depuis le cratère de Surtungur, dont un a vu son toit s'effondrer et former un cratère en puits au sud-ouest de Surtungur. Ces tubes de lave peuvent mesurer jusqu'à 181 mètres de longueur, être profonds de vingt mètres et posséder des stalactites et des stalagmites de lave de vingt centimètres de longueur. Cette lave occupe un volume de 400 millions de m3 au-dessus du niveau de la mer et couvre une superficie de 0,72 km2. Construite en deux étapes au cours de deux phases éruptives, sa structure est composée d'une multitude de coulées de lave d'une épaisseur variant d'un à deux mètres et formant deux masses de lave de 0,3 km3 et 0,1 km3 culminant respectivement à cent mètres et soixante-dix mètres au-dessus du niveau de la mer. En plus de ces structures, cinq coulées de lave sont présentes sur les flancs de l'Austurbunki. Sous les eaux, la lave s'est accumulée sous la forme de brèches dont la couche mesure 130 mètres d'épaisseur soit la partie immergée de Surtsey,.

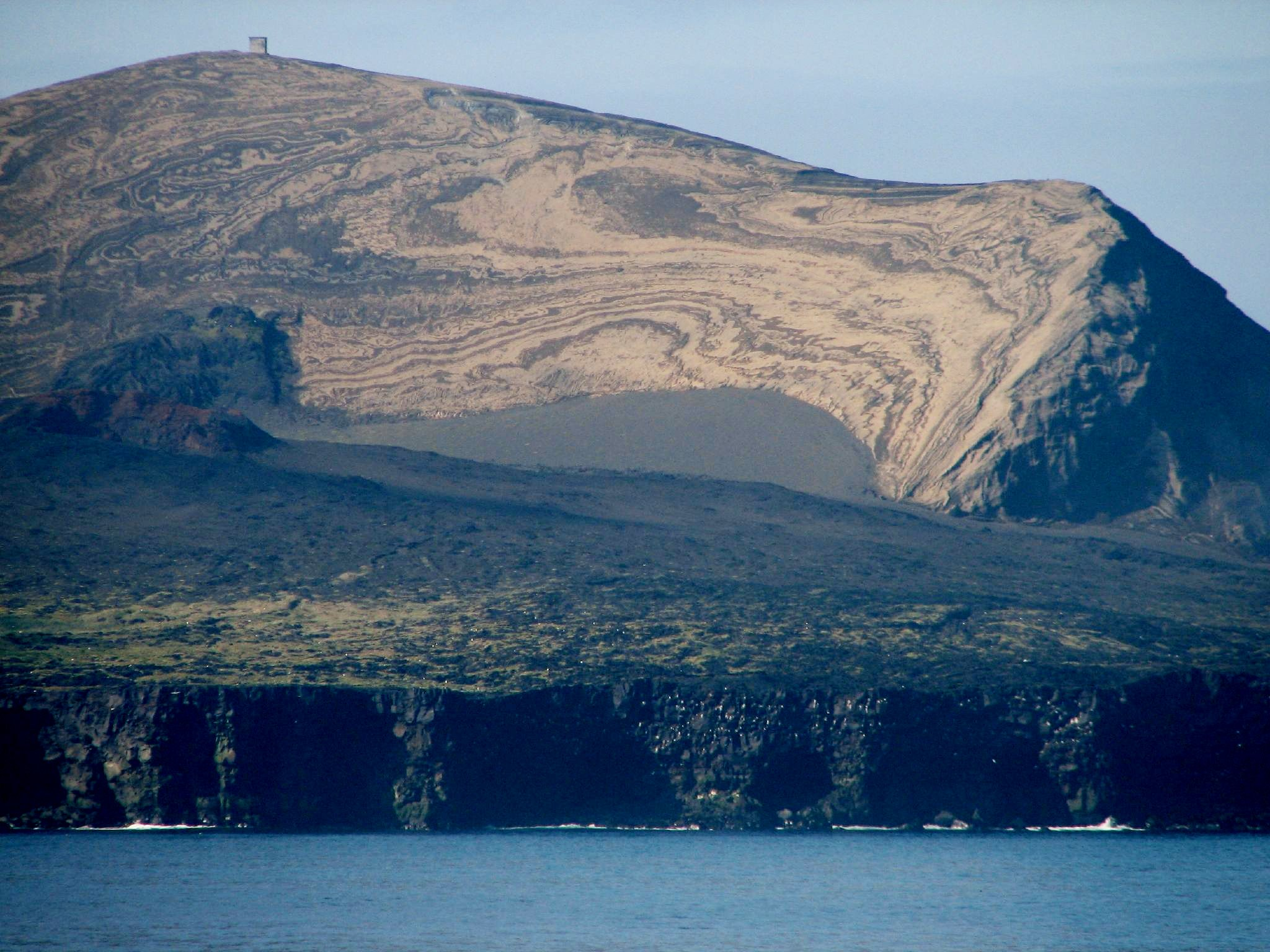
Vue de Surtsey montrant le plateau de lave se terminant par une falaise littorale et bordé au nord par le cratère de Surtur en tuf à palagonite au sommet duquel se trouve la station météorologique de l'île.

Enfin, d'autres formations rocheuses sont présentes à la surface de Surtsey par transformation des matériaux d'origine : c'est le cas du tuf à palagonite formé à partir des téphras, du lœss déposé par les vents qui recouvre 200 m2 de superficie, des nombreux sédiments issus de l'érosion des flancs du volcan et des côtes de l'île et qui forment notamment la pointe Nord de l'île ainsi que des dépôts de minéraux et de cristaux issus du refroidissement et du dégazage de la lave ainsi que de leur transformation chimique. Mélangées aux roches formant la structure de l'île se trouvent des roches allochtones de plusieurs types : fossiles, granites, gneiss, dolomite, schiste et quartzite. Toutes ces roches se trouvaient sur le fond marin avant la formation de Surtsey et elles ont été projetées et mélangées aux téphras au cours des différentes explosions lors de l'éruption volcanique. Tandis que les fossiles sont issus du fond marin même, les autres roches ont été transportées par les icebergs qui les ont relâchées lors de leur fonte dans les eaux au sud de l'Islande. Les roches transportées par ces icebergs proviendraient de l'Est du Groenland, notamment du glacier Daugaard-Jensen.
L'activité hydrothermale de Surtsey est cantonnée sur la côte ouest de l'île, au pied du cratère de Surtungur. Les infiltrations d'eau de mer qui jaillissent à 80 °C transitent par la structure poreuse de l'île où elles sont réchauffées par les roches qui se trouvent encore à des centaines de degrés dans les couches profondes de Surtsey.

### Climat
Les conditions météorologiques de Surtsey sont très similaires à celles de l'île d'Heimaey comme l'a confirmé une campagne menée pendant deux mois en 1996. En effet, durant cette campagne, l'écart entre les températures relevées n'a jamais dépassé 0,1 °C et la vitesse du vent a toujours été supérieure à Surtsey qu'à Heimaey.
Son climat océanique, qui est aussi présent dans le reste des îles Vestmann, est provoqué par le passage de la dérive nord atlantique, plus particulièrement du courant d'Irminger, et de sa masse d'air associée le long des côtes sud et ouest de l'Islande qui tempère le climat polaire présent dans le reste du pays et provoqué par le passage du courant froid du Groenland oriental et de sa masse d'air associée. La combinaison de ces masses d'eau et d'air chargées d'humidité à des températures différentes entraîne la formation fréquente de brouillard, notamment l'été lorsque la mer est plus froide que l'air ce qui provoque une forte hausse de l'humidité atmosphérique.
Les températures moyennes mensuelles sont rarement inférieures à 0 °C, la température moyenne de juillet est de 10 °C et il ne gèle jamais entre mai et octobre. Les températures supérieures à 20 °C et inférieures à −15 °C sont par conséquent relativement rares.
L'île est soumise à des vents dominants de sud et sud-ouest qui amènent une forte quantité de précipitations, jusqu'à 1 200 mm par an. Ces précipitations se répartissent pour les deux tiers sous forme de pluie, pour 30 % sous forme de pluie et de neige mêlées et pour 4 % sous forme de neige. Ces précipitations sont plus abondantes l'hiver que l'été, notamment lors des fréquentes tempêtes hivernales,. Ces vents produisent une houle qui frappe préférentiellement la côte sud-ouest de l'île. Ainsi, une bouée située juste au Sud de Surtsey a enregistré des vagues de seize mètres de hauteur au cours de tempêtes hivernales.
| Mois                     | jan. | fév. | mars | avril | mai | juin | jui. | août | sep. | oct. | nov. | déc. | année |
| ------------------------ | ---- | ---- | ---- | ----- | --- | ---- | ---- | ---- | ---- | ---- | ---- | ---- | ----- |
| Température moyenne (°C) | 1    | 2    | 2    | 3     | 6   | 8    | 10   | 10   | 7    | 5    | 2    | 1    | 4,75  |
| Précipitations (mm)      | 158  | 139  | 141  | 117   | 105 | 102  | 95   | 140  | 131  | 162  | 154  | 144  | 1 588 |

### Flore terrestre

#### Phytocénose
L'ensemble des végétaux, soit la phytocénose, de Surtsey constitue une toundra tout comme dans le reste de l'Islande. Cette dernière est fragmentée, dispersée sur l'intégralité de l'île en formant des taches de végétation dont les plus importantes en étendue et en densité se situent sur le plateau de lave dans le Sud de l'île, aux pieds des deux cratères Surtur et Surtungur.
Cette toundra est organisée en quatre communautés végétales :
- celle du littoral sur les plages dominée par le Pourpier de mer, le Seigle de mer et la Mertensie maritime avec une couverture du sol de 25 % maximum[43] ;
- celle des étendues de gravier dont les espèces les plus courantes sont une cardaminopsis, la variété maritime de Silene vulgaris et l'Armérie maritime avec une couverture du sol de 5 % maximum[43] ;
- celle des coulées de lave présente notamment à proximité des colonies d'oiseaux et majoritairement composée de la Sagine couchée, la variété boréale de Puccinellia distans, la Cochléaire officinale et une dizaine d'espèces de mousses dont Bryum dichotomum, Ceratodon purpureus et Schistidium maritimum avec une couverture du sol allant jusqu'à 95 %[43] ;
- celle des prairies à dicotylédone, là où les colonies d'oiseaux de mer sont installées depuis le plus longtemps, avec une couverture du sol variant de 40 % à 100 % et la plus grande richesse en termes d'espèces de plantes vasculaires dont le Pâturin annuel, la Fétuque rouge, le Seigle de mer, le Céraiste commun, la Matricaire de mer, le Mouron des oiseaux, les cochléaires et le Pourpier de mer ainsi qu'une petite dizaine d'espèces de mousses[44].

#### Lichens

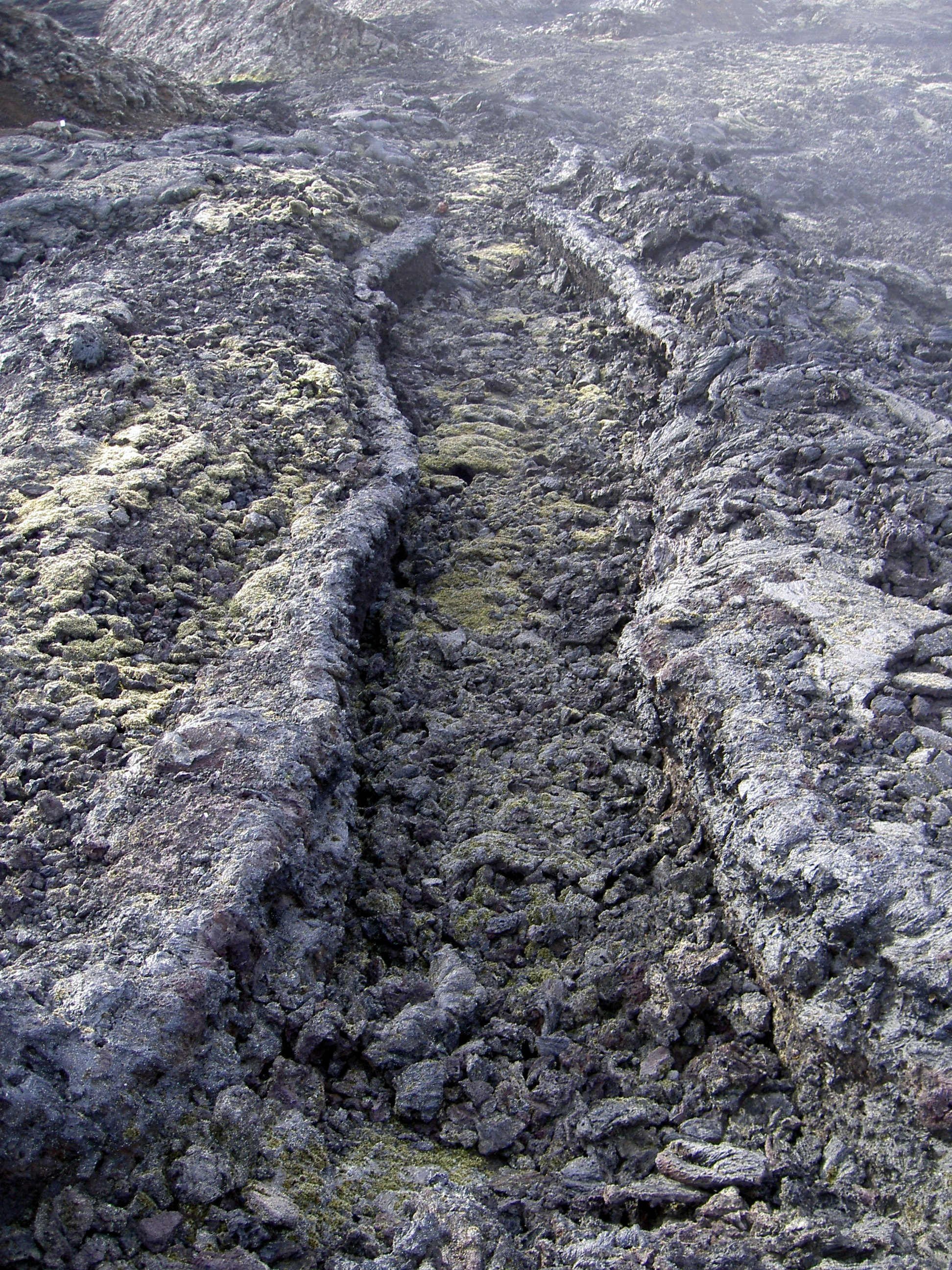
Mousses et lichens sur une coulée de lave du Krafla en Islande.

Les premiers lichens à avoir colonisé Surtsey sont des spécimens de Trapelia coarctata qui se sont établis autour de fumerolles sur le bord externe du cratère Surtungur vraisemblablement à partir du milieu de l'année 1969. Par la suite, le nombre d'espèces connaît une forte augmentation puisque douze espèces sont recensées en 1973 avant une période de plus faible augmentation jusqu'en 1990 avec 32 espèces. À partir de cette période, l'accroissement des colonies de goélands provoque à nouveau une nette augmentation de la diversité des lichens dont le nombre d'espèces passe à 58 en 1998. Ces nouvelles espèces qui sont présentes également dans le reste de l'Islande ont pu être transportées sous la forme de propagules dans le plumage ou sous les pattes des oiseaux. Certaines espèces des genres Cladonia ou Peltigera n'ont pu se développer qu'à partir du moment où un sol s'est formé autour des colonies du fait des apports de matériaux pour la construction des nids.
Ainsi, une quarantaine d'années après l'émersion de Surtsey, l'île compte 71 espèces de lichens. Bien que la majorité des espèces de lichens soit présente dans le reste de l'Islande, les deux espèces les plus communes sur les coulées de lave de ce pays, Rhizocarpon geographicum et Tremolecia atrata, sont absentes de l'île. Les coulées de lave de Surtsey sont notamment recouvertes par Stereocaulon capitellatum tandis que Psilolechia leprosa affectionne les cavités et les anfractuosités et Acarospora smaragdula les pics de lave.

#### Champignons
Les champignons ont commencé à coloniser Surtsey dès la fin de l'éruption puisque les premiers spécimens de cinq espèces de champignons maritimes vraisemblablement arrivés par le biais de débris marins ont été retrouvés sur l'île en avril 1965. Trois ans plus tard, trois nouvelles espèces sont retrouvées mélangées à des algues situées à proximité de fumerolles près des cratères de Surtur et Surtungur. Au cours des décennies suivantes, plusieurs espèces seront découvertes notamment des agarics, des pézizes et des entolomes, si bien qu'une quarantaine d'années après la fin de l'éruption et malgré une étude incomplète de ce règne du vivant, Surtsey comporte 24 espèces de champignons.

#### Mousses
Les mousses font partie des premiers végétaux à avoir colonisé le sol de Surtsey avec Funaria hygrometrica et Bryum argenteum qui sont rencontrées dès 1967. Leur colonisation est très rapide puisque le nombre d'espèces de mousses est de 69 en 1973 comparé aux 75 espèces présentes en 2003.
Ces mousses, qui se rencontrent ailleurs en Islande et notamment sur les coulées de lave, sont dispersées à travers l'île et sont surtout représentées par Schistidium maritimum, Bryum dichotomum, Bryum argenteum, Ceratodon purpureus et Niphotrichum ericoides. Racomitrium lanuginosum forme quant à elle un tapis abondant dans le cratère de Surtungur.

#### Plantes vasculaires

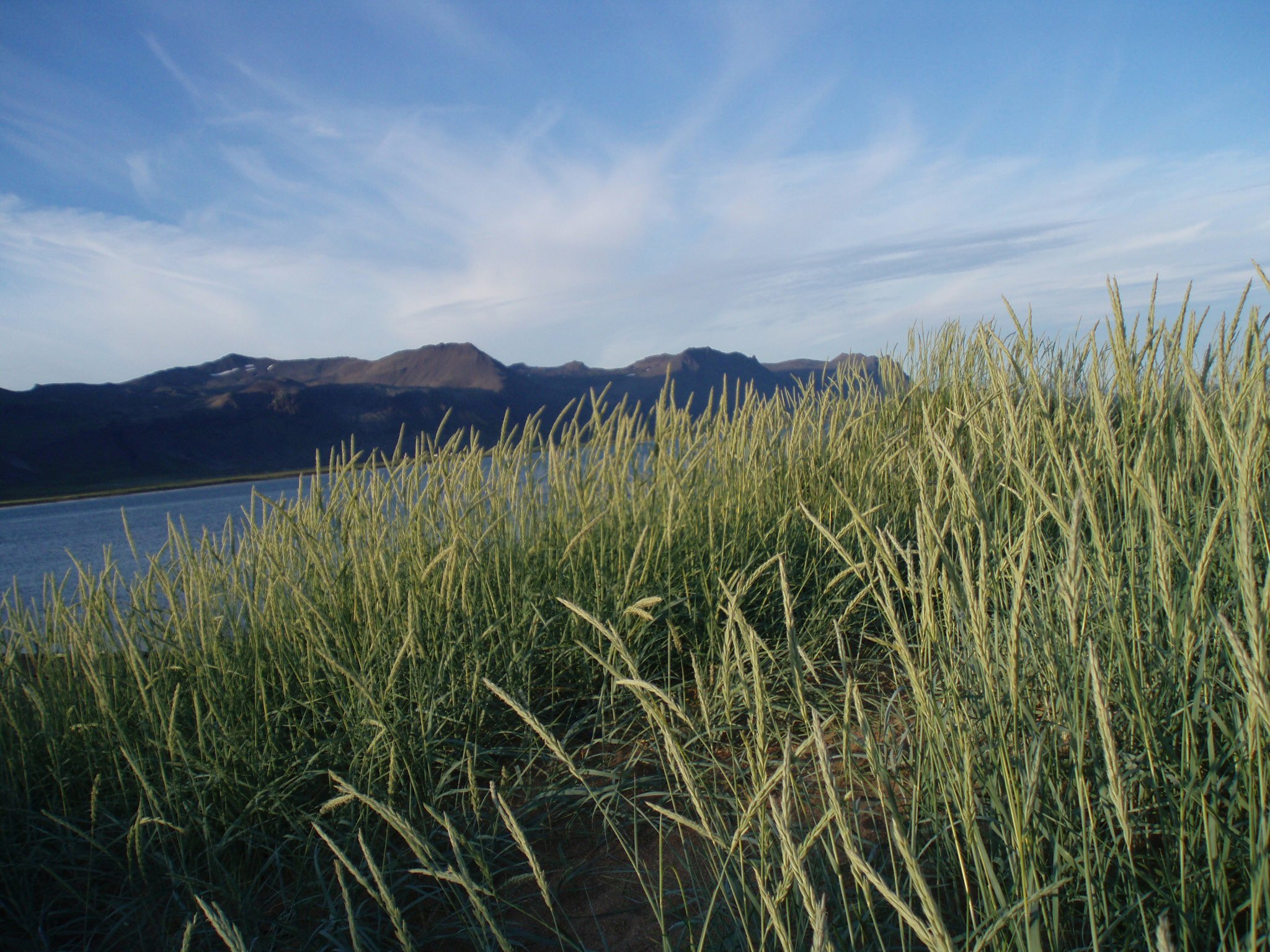
Seigle de mer en Islande en juillet 2007.

Sur les 51 espèces de plantes vasculaires répertoriées sur Surtsey en 2005, 27 sont des fleurs sauvages, 12 sont des graminées, cinq sont des cypéracées et des joncacées, quatre sont des buissons et enfin trois des ptéridophytes. Parmi ces 51 espèces, trente sont installées durablement sur Surtsey et y étendent leur territoire dont le Pourpier de mer, la Sagine couchée, le Céraiste des Alpes, le Pâturin annuel ou encore le Seigle de mer. L'établissement de certaines espèces fut néanmoins un échec puisque neuf espèces de plantes vasculaires ont été répertoriées sur Surtsey depuis son émersion mais ne sont plus présentes sur l'île en 2005.
Sur l'ensemble des espèces de plantes vasculaires répertoriées sur Surtsey, la plupart sont présentes dans le reste des îles Vestmann et sur l'île principale de l'Islande ce qui laisse peu de doute sur leur provenance,. Parmi les différentes îles de l'archipel, en établissant une relation entre la taille de l'île et le nombre d'espèces de plantes vasculaires, Surtsey peut encore accueillir entre vingt et trente de ces espèces. Cette modélisation permet de prévoir l'augmentation du nombre d'espèces vasculaires dans les décennies à venir puis sa diminution progressive en fonction de l'érosion de l'île,.

### Faune terrestre

#### Invertébrés
De tous les invertébrés présents sur Surtsey jusqu'en 2004, les plus représentés sont les arthropodes avec 324 espèces contre deux d'annélides, deux de mollusques, six de rotifères et deux de nématodes. Sur les 324 espèces d'arthropodes recensées, 136 sont des diptères, 62 des acariens, dont des tiques, 28 des hyménoptères, 24 des collemboles, 22 des coléoptères et 21 des lépidoptères représentés par les hétérocères. Les autres arthropodes sont quant à eux représentés par quelques espèces de protoures, d'hémiptères, de thrips, de poux, de névroptères, de trichoptères, de puces et enfin d'araignées. Parmi les invertébrés non arthropodes retrouvés sur Surtsey ont été identifiés le lombric, une espèce d'escargot et une espèce de limace.
Une grande partie des individus invertébrés a été observée dans la colonie de guillemots qui se trouve dans le Sud de l'île, sur le plateau basaltique. En effet, ce sont les oiseaux qui ont majoritairement participé à l'arrivée des invertébrés sur Surtsey en les transportant dans leur plumage à l'état d'adulte, de larve ou d'œuf. Ainsi, aucune espèce d'invertébré n'est endémique à Surtsey mais Ceutorhynchus insularis, une espèce relativement rare de charançon qui se nourrit de cranson, y est présente. Quelques espèces sont néanmoins dépendantes de la colonie de guillemots pour leur survie.

#### Oiseaux

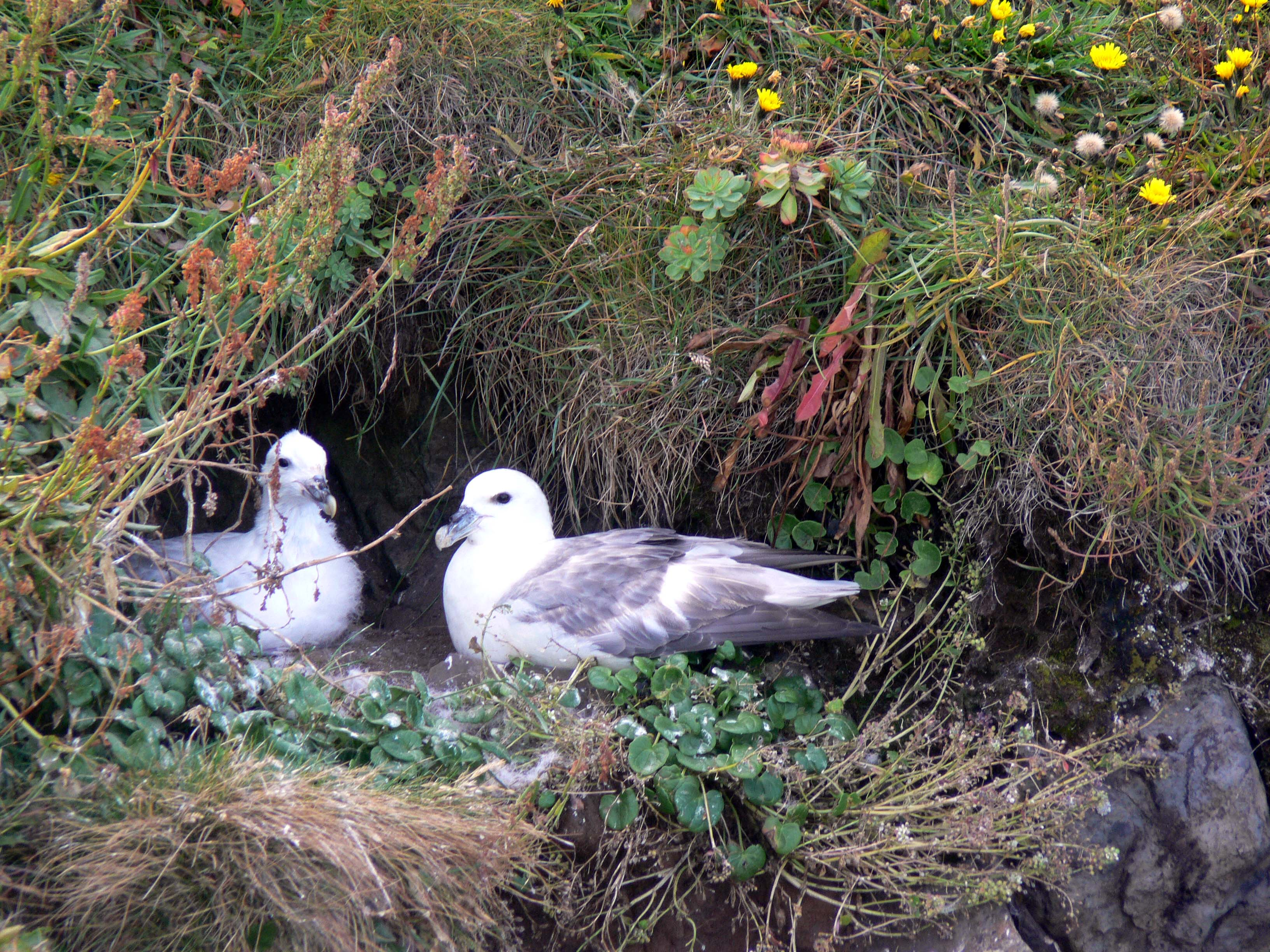
Fulmars boréaux nichant sur une falaise d'une île du Breiðafjörður en Islande le 20 août 2007.

Les premiers êtres vivants recensés sur Surtsey sont des oiseaux puisque des goélands ont été repérés sur l'île le 1er décembre 1963, seulement deux semaines après le début de l'éruption. Aux débuts de l'observation des oiseaux sur Surtsey, seuls des oiseaux migrateurs s'y arrêtent et il est effectué des opérations de reconnaissance et de recherche de nidification tous les printemps et automnes. Une fois la nidification de ces espèces avérée en 1970, une cartographie des nids est réalisée et le comptage des individus est entrepris. Enfin, une cartographie des oiseaux nidificateurs est réalisée en 1990 et en 2003 après leur comptage.De ces observations, il en résulte la composition suivante : sur les 84 espèces d'oiseaux observées sur Surtsey, 57 sont présentes ailleurs en Islande, 12 migrent régulièrement en Islande, 5 migrent régulièrement au Groenland et au Canada et peuvent faire escale en Islande, 9 se retrouvent accidentellement à Surtsey et 6 sont des espèces voyageuses. La très grande majorité des espèces migratrices viennent d'Europe, seule une est originaire de l'Holarctique et une autre d'Amérique du Nord. Parmi toutes ces espèces, 45 sont maritimes et 44 sont terrestres.
Les premières espèces dont la nidification a été confirmée sur Surtsey sont le Guillemot à miroir et le Fulmar boréal en 1970 soit trois ans après la fin de l'éruption. Ces deux espèces étaient déjà rencontrées dans les parages de l'île lors de son éruption, sûrement en prospection de nouveaux sites de nidification. Elles seront suivies par le Goéland marin en 1974, la Mouette tridactyle et la Sterne arctique un an plus tard, le Goéland argenté en 1981, le Goéland brun en 1985, le Goéland bourgmestre en 1993, le Plectrophane des neiges en 1996, la Bergeronnette grise, le Pipit farlouse et l'Oie cendrée en 2002 et enfin le Macareux moine en 2004. Parmi ces espèces, en 2003, les populations les plus nombreuses sont celles du Fulmar boréal, du Goéland brun et de la Mouette tridactyle avec plus de cent couples chacune, les autres étant présentes en moindre proportion et la Sterne arctique n'étant plus rencontrée. Par rapport aux données de 1990, la population des oiseaux a augmenté mais le classement des espèces les plus nombreuses reste stable hormis pour la Mouette tridactyle qui a connu la plus forte progression entre 1990 et 2003, passant de quatre à 130 couples. Le Grand Corbeau est également rencontré et nidifie à l'intérieur des deux cratères mais des œufs n'y ont jamais été trouvés. Le Macareux moine a été observé pour la première fois en 2004 lorsque deux couples s'occupaient de leurs nids. Chez les espèces migratrices, les plus fréquemment rencontrées sont des passereaux comme le Traquet motteux, le Pipit farlouse, le Plectrophane des neiges, le Grand Corbeau ou encore la Bergeronnette grise mais aussi deux espèces d'échassiers limicoles, le Tournepierre à collier et l'Huîtrier pie ainsi que des anatidés comme le Cygne chanteur ou des oies. Certaines espèces comme le Crabier chevelu et l'Oriole de Baltimore, ont été observées à de rares occasions ce qui laisse penser qu'elles se sont retrouvées sur Surtsey par accident.
Ces espèces nidificatrices se répartissent sur l'île en fonction de leur mode de vie et de la nature du terrain. Ainsi les espèces maritimes se rencontrent majoritairement à proximité des côtes tandis que les terrestres sont plus enclines à nidifier à l'intérieur des terres. Le plateau de lave situé dans le Sud de Surtsey reste le lieu de nidification privilégié, notamment des guillemots qui y forment une importante colonie, toutes espèces confondues, de près de 500 individus.

### Vie marine

#### Flore marine

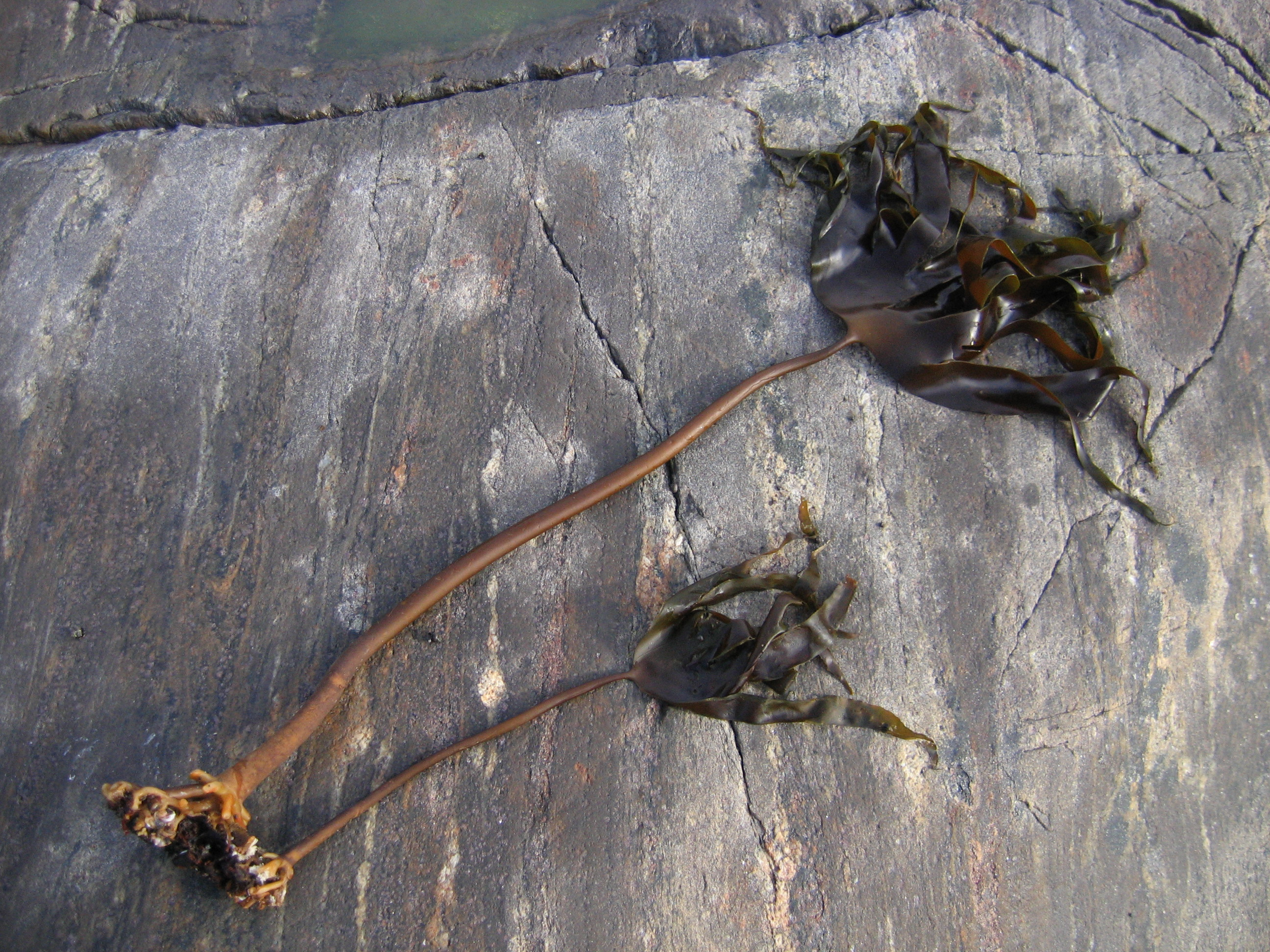
Laminaria hyperborea exposée à l'air libre.

Environ quatre-vingts espèces différentes de macroalgues ont été répertoriées sur les côtes et les fonds rocheux de Surtsey. La diversité est bien moindre qu'autour des autres îles Vestmann. Les grandes Fucales littorales et les algues rouges encroûtantes sont notablement absentes. Ce déficit serait principalement dû à l'instabilité persistante du bord de l'île, sans cesse érodé par les déferlantes lors des tempêtes, car seules des algues à cycle annuel sont capables de s'adapter à de si fréquents remaniements. Pour les Corallinales, dont les spores lourdes ne sont pas transportées par les courants, l'éloignement des sources potentielles de colonisation jouerait également un rôle déterminant dans leur absence.
Au niveau de la zone de balancement des marées, le recouvrement algal, sporadique au début, a sensiblement progressé au cours des dernières années pour atteindre, quarante ans après la fin de l'éruption, un taux global de recouvrement de plus de 60 %. Même les gros rochers enchâssés dans le sable peuvent se couvrir, durant la période estivale, d'algues à croissance rapide. La frange médiolittorale est dominée à 80 % par deux types principaux, des diatomées du genre Schizonema ou apparentées qui vivent en colonies dans des tubes de mucilage et des algues vertes filamenteuses de l'espèce Ulothrix flacca. On distingue nettement une ceinture supérieure à dominante verte où Enteromorpha intestinalis et Urospora penicilliformis accompagnent Ulothrix flacca et une ceinture inférieure à dominante brune ou apparaissent des algues brunes comme Petalonia fascia, Petalonia zosterifolia, Scytosiphon lomentaria ou Ectocarpus siliculosus et des algues rouges comme Porphyra umbilicalis. En limite basse, apparaît enfin la lisière supérieure du kelp à Alaria esculenta.
Dans l'étage infralittoral, les secteurs les moins profonds accueillent des espèces opportunistes annuelles à croissance rapide telles que les algues brunes Alaria esculenta, Chorda filum et Desmarestia aculeata et les algues rouges Porphyra miniata et Polysiphonia stricta. À partir de 15 m et jusqu'à 25 ou 30 m de profondeur se développe la "forêt" de kelp à Laminaria hyperborea qui abrite aussi des algues rouges persistantes comme Delesseria sanguinea, Lomentaria orcadensis, Phycodrys rubens. Au-delà des vingt-cinq à trente mètres, les fonds marins sableux deviennent prédominants et les rares zones de substrat dur ne portent plus de végétation mais seulement des animaux sessiles et libres,.

#### Faune marine

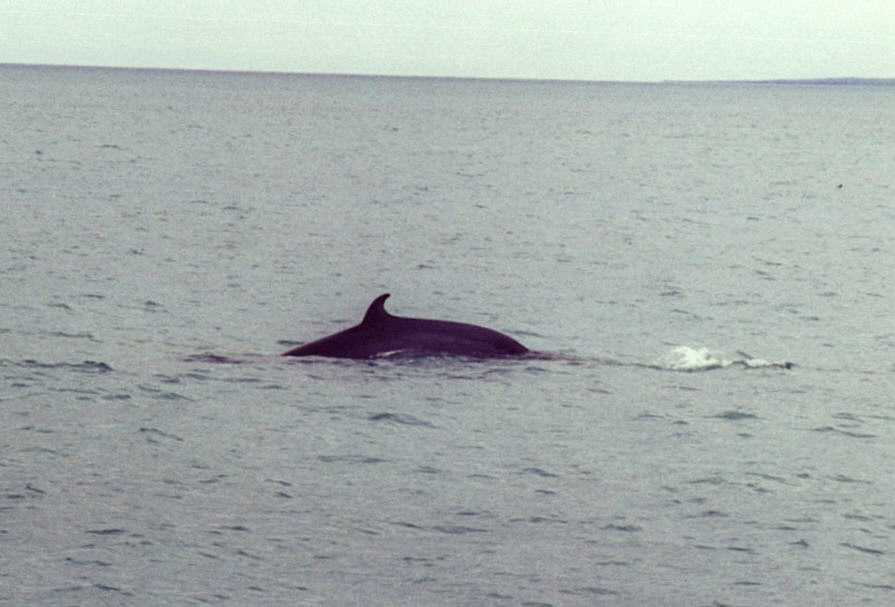
Une baleine de Minke faisant surface au large d'Húsavík en Islande.

La faune benthique autour de Surtsey est caractérisée par une pauvreté relative en nombre d'espèces et en individus, 180 espèces seulement y ont été recensées en 2007. C'est dans la zone où les algues sont présentes que la diversité biologique est la plus importante. On y trouve plusieurs espèces de crustacés dont la balane Semibalanus balanoides, l'animal benthique sessile le plus courant vivant sur l'estran et qui se rencontre au printemps et en été mais disparaît au début de l'hiver,. Harpacticus arcticus, un petit copépode, vit parmi les algues vertes filamenteuses. Associés à la communauté des algues brunes, on trouve aussi des bivalves tels la Moule commune, alors que des éponges comme Grantia compressa, des échinodermes comme l'ophiure Ophiopholis aculeata, des hydrozoaires et des bryozoaires se rencontrent dans la communauté plus profonde des algues rouges ; l'étoile de mer Asterias rubens se nourrit de moules et de balanes dans l'une et l'autre communautés. Au-delà de vingt-cinq à trente mètres de profondeur, les fonds marins sont constitués de sable où se fixent des animaux marins sessiles tels que le corail mou Alcyonium digitatum, des hydrozoaires et notamment Ectopleura larynx dont se nourrissent des nudibranches.
Les mammifères marins sont représentés par des cétacés dont la Baleine de Minke, le Marsouin commun, des dauphins lagénorhynques et l'Orque, ce dernier se nourrissant pour une bonne part des spécimens des deux espèces de phoques présentes sur l'île, le Phoque gris et le Phoque commun. Ces derniers forment une colonie sur la côte nord où, contrairement au reste de l'île, le littoral comporte des plages de sable, de graviers et de blocs de lave arrondis. Ils n'étaient pas présents sur l'île avant les années 1980 en raison de la trop forte érosion qui affectait les côtes mais ils avaient été observés dans les parages dès son émersion. La reproduction du Phoque gris sur Surtsey est attestée depuis 1983 et celle du Phoque commun n'est pas prouvée mais elle est quasi certaine en raison de la présence de jeunes phoques sur l'île. Ainsi, ce sont de trente à cinquante jeunes phoques qui sont présents chaque automne sur l'île.

## Histoire

### Prémices de l'éruption

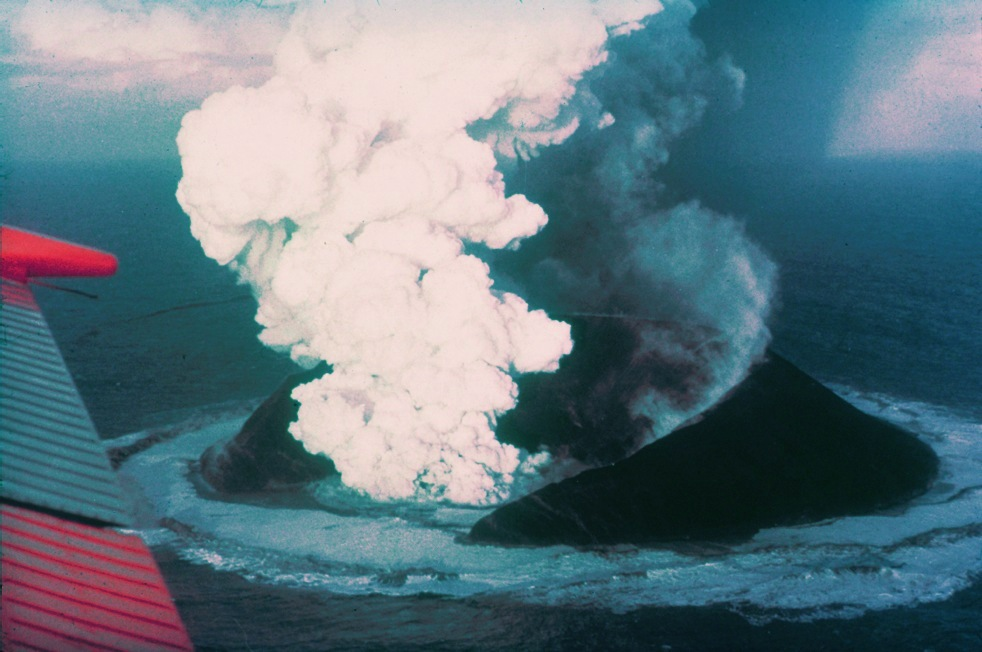
Vue aérienne de Surtsey en éruption le 30 novembre 1963 soit quatorze jours après son émersion et montrant son cratère à demi-submergé par lequel s'échappe un panache composé de gaz volcaniques et de vapeur d'eau.

Le 14 novembre 1963 à 7h15, le cuisinier du Isleifur II, un chalutier croisant au sud de l'Islande au large de l'archipel des îles Vestmann, remarque une colonne de fumée sombre en direction du sud-ouest. Le navire s'approche de celle-ci car le capitaine pense en premier lieu qu'il s'agit d'un bateau en feu. Au lieu de cela, l'équipage découvre des explosions générant des colonnes de cendres, signes d'une éruption sous-marine. À 11h, le panache volcanique atteint six kilomètres d'altitude. Ce panache résulte de la fusion de trois panaches plus petits qui sortent de la mer en trois endroits différents, alignés selon un axe nord-est-sud-ouest. Ces panaches qui fusionnent dans l'après-midi sont générés par la sortie sous-marine de lave le long d'une fissure volcanique.
Il est probable que l'éruption ait commencé quelques jours avant le 14 novembre, vraisemblablement aux alentours du 10 du même mois. L'éruption se déroule alors sur le fond océanique situé à 130 mètres sous le niveau de la mer et les explosions sont étouffées par la pression de l'eau à cette profondeur. Comme l'éruption construit peu à peu un volcan s'approchant du niveau de la mer, les explosions apparaissent à la surface. De plus, certains indices pouvaient laisser penser qu'une activité volcanique était imminente. Une semaine auparavant, un sismographe à Reykjavik enregistre de faibles secousses mais leur position n'a pas été déterminée. Deux jours avant le début de l'éruption, un navire de recherche marine note que la mer dans cette zone est plus chaude que la normale et les habitants de la ville côtière de Vík í Mýrdal située sur l'île principale de l'Islande à quatre-vingts kilomètres à vol d'oiseau de Surtsey avaient remarqué une odeur de sulfure d'hydrogène.

### Phase éruptive sous-marine
Dans les heures qui suivent, le panache volcanique se charge de plus en plus en cendres et est traversé de plus en plus souvent et de plus en plus haut par des gerbes noires de lave fragmentée, signe que l'édifice sous-marin se rapproche de la surface de la mer.

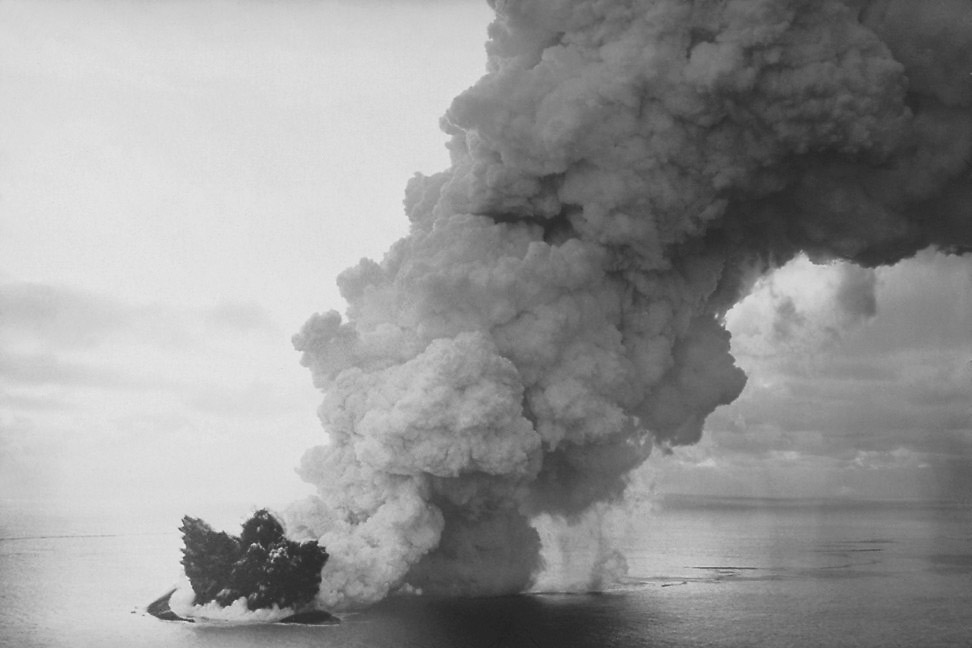
Vue aérienne de Surtsey au cours de la phase hydromagmatique de son éruption en 1963 montrant les rebords du cratère situés à fleur d'eau d'où s'élèvent des panaches cypressoïdes et le panache de vapeur d'eau.

Le 15 novembre 1963, une journée après la découverte de l'éruption, un édifice volcanique essentiellement composé de scories émerge et atteint rapidement une longueur de 500 mètres pour une hauteur de 45 mètres. Cette nouvelle île née du feu est baptisée Surtsey en référence à Surt, le Jötunn du feu de la mythologie nordique, l'équivalent scandinave de Vulcain. Le 6 décembre, trois journalistes français du magazine Paris Match (Gérard Géry, Philippe Laffon et Pierre Mazeaud) sont débarqués sur l'île. Partis des îles Vestmann, ils y restent pendant une quinzaine de minutes, y plantant le drapeau français et celui de Paris Match,, avant que la violence des explosions ne les pousse à partir. Premiers humains à aller sur l'île, ils en revendiquent la souveraineté par plaisanterie mais l'Islande affirme rapidement que la nouvelle île lui appartient puisqu'elle est apparue à l'intérieur de ses eaux territoriales. Les premiers Islandais se rendent ensuite sur l'île le 13 décembre, cherchant à la faire nommer Vesturey, « l'île de l'ouest », car située à l'ouest de l'archipel.
Les explosions nées du choc thermique généré par la rencontre entre la lave chauffée entre 1 155 °C et 1 180 °C et l'eau de mer à seulement 10 °C fragmentent la lave qui s'accumule autour de la sortie de la cheminée volcanique. Ces fragments de lave sont rapidement emportés par les vagues qui attaquent l'édifice dès sa sortie de l'eau mais la quantité de matériaux émis est supérieure à l'érosion marine et l'île s'agrandit. Le 24 novembre, elle mesure environ 900 mètres de longueur pour 650 mètres de largeur et en février 1964, le plus grand diamètre de l'île atteint 1 300 mètres. Le 31 janvier 1964, la lave cesse d'être émise à partir du cratère Surtur mais dès le lendemain, de nouvelles explosions se produisent sur son flanc ouest. Un nouveau cratère, baptisé Surtungur, se forme, fusionne partiellement avec Surtur et atteint 173 mètres d'altitude.
Parallèlement à la construction et à l'émersion de Surtsey, d'autres systèmes volcaniques entrent temporairement en éruption aux abords de l'île. C'est le cas du mont sous-marin Surtla qui se forme du 28 décembre 1963 au 6 janvier 1964 à environ deux kilomètres au nord-est de Surtsey,. Après érosion, cette montagne qui n'a pas réussi à émerger culmine à soixante-dix mètres au-dessus des fonds marins soit cinquante mètres sous la surface de la mer,. Le 22 mai 1965, c'est l'émersion de Syrtlingur, dont l'éruption a commencé quelques jours plus tôt, qui est constatée. Cette île temporaire située à 600 mètres au nord de Surtsey et qui atteint 0,15 km2 de superficie et 70 mètres d'altitude au début du mois d'octobre est complètement détruite par l'érosion marine à partir du 17 octobre lorsque l'éruption cesse et disparaît totalement le 24 octobre. Enfin, à partir de la fin octobre 1965 et jusqu'au 10 août 1966, une autre éruption qui se déroule à environ un kilomètre au sud-ouest de Surtsey donne naissance à l'île de Jólnir qui émerge le 28 novembre 1965, deux jours après l'apparition des premières explosions à la surface de la mer. Cette dernière atteindra 70 mètres d'altitude et une superficie de 0,28 km2 avant d'être rapidement érodée pour être engloutie sous les flots le 31 octobre 1966,. Ces îles ont été rapidement et entièrement érodées contrairement à Surtsey car à l'inverse de cette dernière, elles n'ont pas émis de coulées de lave au cours de leur éruption ce qui aurait pu protéger de l'érosion marine leur cône constitué de lave fragmentée meuble.

### Phase éruptive aérienne

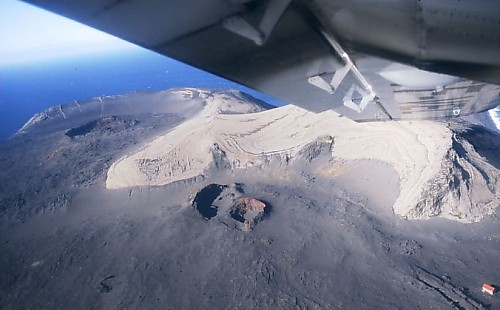
Vue aérienne de la partie centrale de Surtsey montrant les deux cratères Surtungur (à gauche) et Surtur (à droite) composés de tuf à palagonite (en clair) et dont la base est noyée sous des coulées de lave basaltique (en sombre).

Surtsey gagnant peu à peu en altitude, l'eau de mer ne joue plus un rôle aussi prépondérant dans la génération d'explosions hydromagmatiques et la lave est moins fragmentée,,. Toutefois, les explosions se poursuivent en projetant des blocs de lave jusqu'à un kilomètre de l'île et des cendres volcaniques jusqu'à une altitude de dix kilomètres ce qui permet au panache volcanique d'être visible à de grandes distances.
La baisse de l'activité explosive permet la mise en place d'une activité effusive de type hawaïen à partir du 4 avril 1964, toujours depuis le cratère de Surtungur qui est le seul de l'île à être en activité. Un lac de lave de 120 mètres de diamètre apparaît duquel s'élèvent des fontaines de lave. Les coulées de lave qui s'en échappent recouvrent la majorité de l'île, la consolidant par la mise en place d'une couche de roches plus résistante que les téphras, et la protégeant davantage contre l'érosion. Cette activité se poursuit pendant plus d'un an jusqu'au 17 mai 1965 et permet la mise en place du plateau de lave qui forme la moitié sud de l'île.
Les premiers signes d'accalmie apparaissent le 20 novembre 1964 avec un arrêt de l'éruption de cinq minutes puis le 16 décembre 1964 avec un arrêt de dix-sept heures. Les scientifiques profitent de cette dernière accalmie pour prélever des échantillons de laves et de téphras ce qui leur permet d'identifier de la lave à phénocristaux d'olivine.

### Fin progressive de l'éruption
Pendant plus d'un an, l'activité volcanique cesse sur Surtsey mais se déplace sur deux sites proches, donnant naissance aux îles de Syrtlingur et Jólnir. Le 19 août 1966, soit neuf jours après la fin de l'éruption de Jólnir, la lave refait son apparition sur Surtsey avec la mise en place d'une fissure de 220 mètres de longueur sur le plateau de lave au pied de Surtur. Une autre voit le jour du 12 au 17 décembre 1966 à l'intérieur de Surtur, produisant une petite coulée de lave, et une troisième du 1er janvier au 8 janvier 1967 qui émet des coulées de lave entre les deux cratères, sur leur flanc nord.
Ces émissions de lave se poursuivent jusqu'au 5 juin 1967, date de la fin de l'éruption de Surtsey qui aura émis un volume de roches ignées de 1,1 km3 sous forme de téphras à hauteur de 70 % et de lave à hauteur de 30 %, et dont 9 % seulement sont émergés. L'île mesure alors 2,65 km2 soit sa plus grande superficie et culmine à 175 mètres d'altitude,,. À cette époque, l'éruption de Surtsey est l'éruption volcanique des temps historiques la plus longue d'Islande.

### Érosion et disparition

Carte de Surtsey montrant l'évolution des contours de son rivage entre 1967 et 2002.

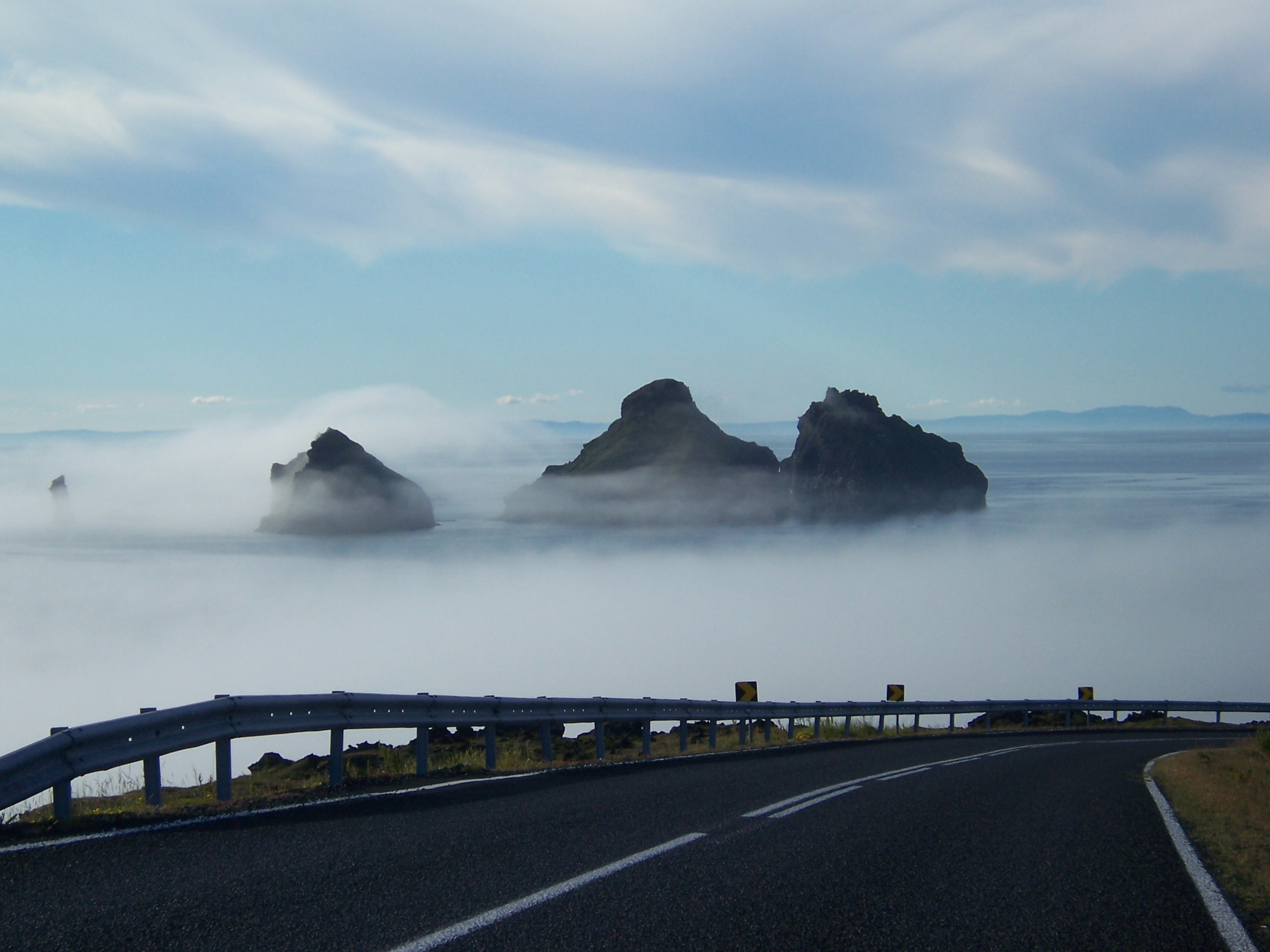
Les Smáeyjar vus depuis Heimaey, un aspect possible de l'île de Surtsey après des siècles d'érosion une fois les tufs à palagonite dégagés des téphras et de la lave meuble qui les entourent.

L'apport de matériaux ayant totalement cessé le 5 juin 1967 avec la fin de l'éruption volcanique, l'érosion marine reprend le dessus et commence à éroder Surtsey. Au cours des quarante ans qui ont suivi l'éruption, c'est un volume estimé de 0,024 km3 qui a été arraché à l'île soit un quart de son volume aérien ou encore la moitié de sa superficie. Sa forme a également été affectée puisqu'une grande partie de la côte sud-ouest a disparu tandis que Norðurtangi, une flèche composée de sédiments volcaniques transportés et déposés par les courants marins, s'est formée à la pointe nord de l'île.
Cette érosion va se poursuivre dans le futur et provoquera à terme la disparition totale de Surtsey. En effet, le schéma éruptif classique des îles de l'archipel des Vestmann est la formation d'une île au cours d'une seule éruption. Il existe donc peu de chances que de nouvelles éruptions surviennent à Surtsey permettant ainsi son agrandissement. Mais cette disparition se fera en plusieurs étapes.
Tout d'abord, un tassement de l'île s'opère depuis sa construction à raison de vingt centimètres par an dans les premières années suivant l'éruption pour ralentir et se situer aux alentours de un à deux centimètres par an depuis les années 1990. Ce tassement est causé par le compactage des téphras composant la majorité du volcan, le compactage des sédiments des fonds marins qui supportent l'île et enfin un rééquilibrage isostatique par l'enfoncement de la lithosphère sous le poids du volcan,.
Combiné à ce tassement, les terrains les plus meubles, ceux composés de sédiments et de téphras, subissent l'érosion la plus rapide. Cette érosion est celle subie par l'île depuis sa formation et se poursuit au rythme d'un hectare par an. Toutefois, ces terrains sont recouverts d'une couche de lave dure qui leur procure une certaine protection, ralentissant ainsi leur érosion.
Lorsque ces terrains meubles auront disparu et mis au jour le cœur du volcan composé de tuf à palagonite, cette dernière roche subira à son tour l'érosion marine. Cette roche s'est formée à partir du processus connu sous le nom de palagonitisation qui consiste en la transformation par des bactéries et par l'eau de mer du basalte, dont les téphras, en une roche beaucoup plus dure : le tuf à palagonite,. Sur Surtsey, cette réaction chimique s'est passée relativement rapidement en raison des températures élevées qui régnaient au cœur du volcan à la fin de son éruption.
Sauf nouvelle éruption volcanique et au rythme actuel de l'érosion, Surtsey devrait ressembler d'ici le début du XXIIe siècle aux autres petites îles des Vestmann, des pitons de tuf à palagonite battus par les vagues, et disparaître totalement sous l'effet de l'érosion plusieurs centaines d'années plus tard,,.

## Écosystème

### Enjeux et protection
L'émersion d'une nouvelle île au cours d'une éruption volcanique, constituant ainsi une terre totalement vierge de vie, représente une occasion pour les biologistes d'étudier grandeur nature la formation d'un nouvel écosystème. Dans l'optique de sa préservation de toute intervention extérieure, l'île est classée réserve naturelle dès 1965 alors même que l'éruption volcanique n'est pas terminée, et sa gestion est confiée à la Surtsey Research Society financée par des fonds islandais. Son accès est alors strictement interdit hormis pour quelques scientifiques qui doivent obtenir une autorisation délivrée par le muséum d'histoire naturelle de Reykjavik, ceci afin de préserver l'écosystème de l'île de toute introduction d'espèce animale ou végétale par l'homme. Seul le survol de l'île est autorisé sans restriction, ce qui permet de ne pas interférer sur l'élaboration de cette succession primaire.
Surtsey est présentée en 2001 par le gouvernement islandais à l'UNESCO en vue d'être listée comme un site du patrimoine mondial. Lors de la 32e session du comité du patrimoine mondial, qui s'est déroulée du 2 juillet au 10 juillet 2008 à Québec au Canada, Surtsey obtient son inscription sur la liste du patrimoine mondial de l'humanité,, ce qui lui permet une meilleure protection avec l'établissement d'une zone tampon maritime de 31,9 km2 autour de l'île,, incluant les monts sous-marins de Surtla, Jólnir et Syrtlingur. À l'intérieur de cette zone, toute activité humaine est strictement interdite hormis l'étude de son écosystème et la pêche sauf dans le cas de l'utilisation de chalut de fond. Son inscription était espérée sur les critères VIII et IX qui prennent en compte respectivement l'aspect géologique exceptionnel du site et notamment son mode de formation ainsi que des processus biologiques et écologiques terrestres, côtiers et maritimes représentatifs,, mais seul le critère IX a été retenu en raison du caractère géologique trop commun et trop limité dans l'espace. De plus, l'inscription de Surtsey fait partie d'une démarche de protection de différents sites volcaniques à travers le monde dont seul le cas du Krakatoa en Indonésie est semblable à celui de Surtsey. En effet, à la suite de son éruption catastrophique survenue en 1883, une nouvelle île, nommée Anak Krakatoa, est née mais par le biais d'un volcan gris en climat tropical et non par le biais d'un volcan rouge en climat océanique comme c'est le cas de Surtsey. Un autre point fort de Surtsey est son étude par des scientifiques de différentes disciplines et ce, dès le début de son éruption, ce qui permet une compréhension globale des phénomènes géologiques et écologiques qui s'y sont déroulés ou qui se poursuivent encore.
Cette protection de Surtsey entreprise depuis son émersion permet aux scientifiques d'affirmer que l'île n'accueille aucune espèce animale ou végétale dont la présence pourrait être imputée à une intervention humaine. Malgré cette protection qui la préserve de tout développement humain comme le tourisme ou des constructions, l'île est soumise dans son ensemble à des menaces extérieures telles que son érosion, l'exploitation de ses ressources halieutiques, le réchauffement climatique, la pollution atmosphérique et maritime, le dépôt sur les côtes de déchets flottants mais aussi propres à l'île avec l'éventualité d'une nouvelle éruption volcanique,.

### Étude de la colonisation

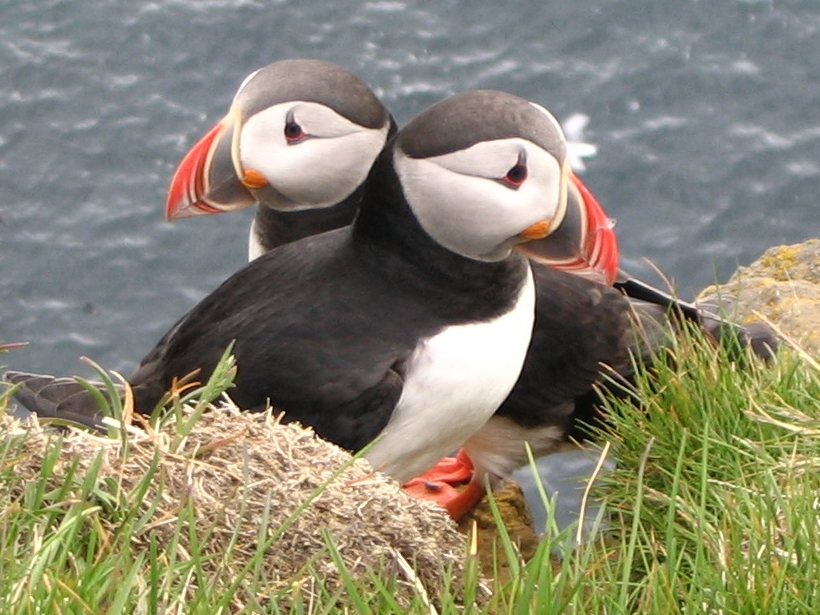
Macareux moines sur une falaise du cap Látrabjarg en Islande le 16 juin 2007.

Surtsey ayant surgi des flots à la faveur de son éruption volcanique terminée le 5 juin 1967, elle constituait à l'époque une terre émergée totalement vierge de vie. Les scientifiques et notamment les botanistes et les zoologistes saisirent l'occasion d'étudier in situ l'établissement de la vie au cours d'une succession primaire et de l'arrivée d'animaux. Le site intéressa également les géologues car ils pouvaient étudier le devenir des roches de l'île, notamment sa transformation en sol à partir d'un substrat rocheux compact.
L'observation scientifique de Surtsey dans le but d'étudier l'arrivée de la vie a commencé pendant son éruption une fois que l'île était suffisamment grande et sûre pour que des scientifiques puissent y débarquer. Ainsi, ils détectent la première forme de vie observée sur Surtsey lorsque des Mouettes tridactyles vraisemblablement à la recherche de sites de nidification se posent sur l'île à partir du 1er décembre 1963 soit deux semaines après le début de l'éruption. Ces simples visiteurs seront suivis par de véritables occupants qui sont les insectes. Ces derniers, notamment ceux vivant dans le sol comme les collemboles, permettent l'ameublissement du substrat et sa fertilisation. Ces insectes trouvent leur nourriture chez les végétaux qui s'établissent sur l'île dans le même temps et qui sont représentés par des lichens, des mousses et des champignons,,. Un sol se forme alors peu à peu grâce à leur action et à celle des insectes mais aussi des conditions météorologiques.
La présence d'insectes, d'une terre vierge exempte de tout prédateur et de tout concurrent ainsi que la présence à proximité d'eaux parmi les plus poissonneuses de la région incitent les oiseaux à s'y arrêter lors de leur migration ou pour s'y reproduire. Limitée à de simples missions d'observation semestrielles chaque printemps et automne, l'étude de l'avifaune devient plus poussée à partir de 1970 lorsque la reproduction et la nidification de ces oiseaux sur Surtsey est avérée,. Les nids sont alors recensés et cartographiés, opération renouvelée en 1990 et en 2003. De ces données recoupées avec d'autres informations pourront être tirées un certain nombre de conclusions. Ainsi, l'arrivée des oiseaux sur Surtsey et leur développement a favorisé l'arrivée et l'installation de nombreuses espèces d'invertébrés et de végétaux qui ont été transportés dans leur plumage, sur leurs pattes ou dans leur tube digestif,,. De plus, la constitution d'une importante colonie d'oiseaux composée majoritairement de plusieurs espèces de goélands sur le plateau de lave dans le sud de l'île a accéléré la formation d'un sol,. En effet, la présence au même endroit d'oiseaux accompagnés des nombreuses espèces et individus d'invertébrés et de végétaux a concentré les facteurs favorisant la pédogenèse par la fragmentation et l'ameublissement du substrat par les végétaux et les invertébrés ainsi que sa fertilisation par la décomposition du guano des oiseaux, des excréments des insectes, des cadavres d'animaux et des débris végétaux des plantes mortes sur pied et de ceux apportés par les oiseaux pour la construction de leur nid,,. De plus, la forte couverture végétale de l'île au niveau de cette colonie de goélands permet le maintien du sol qui subit moins l'érosion par les intempéries.

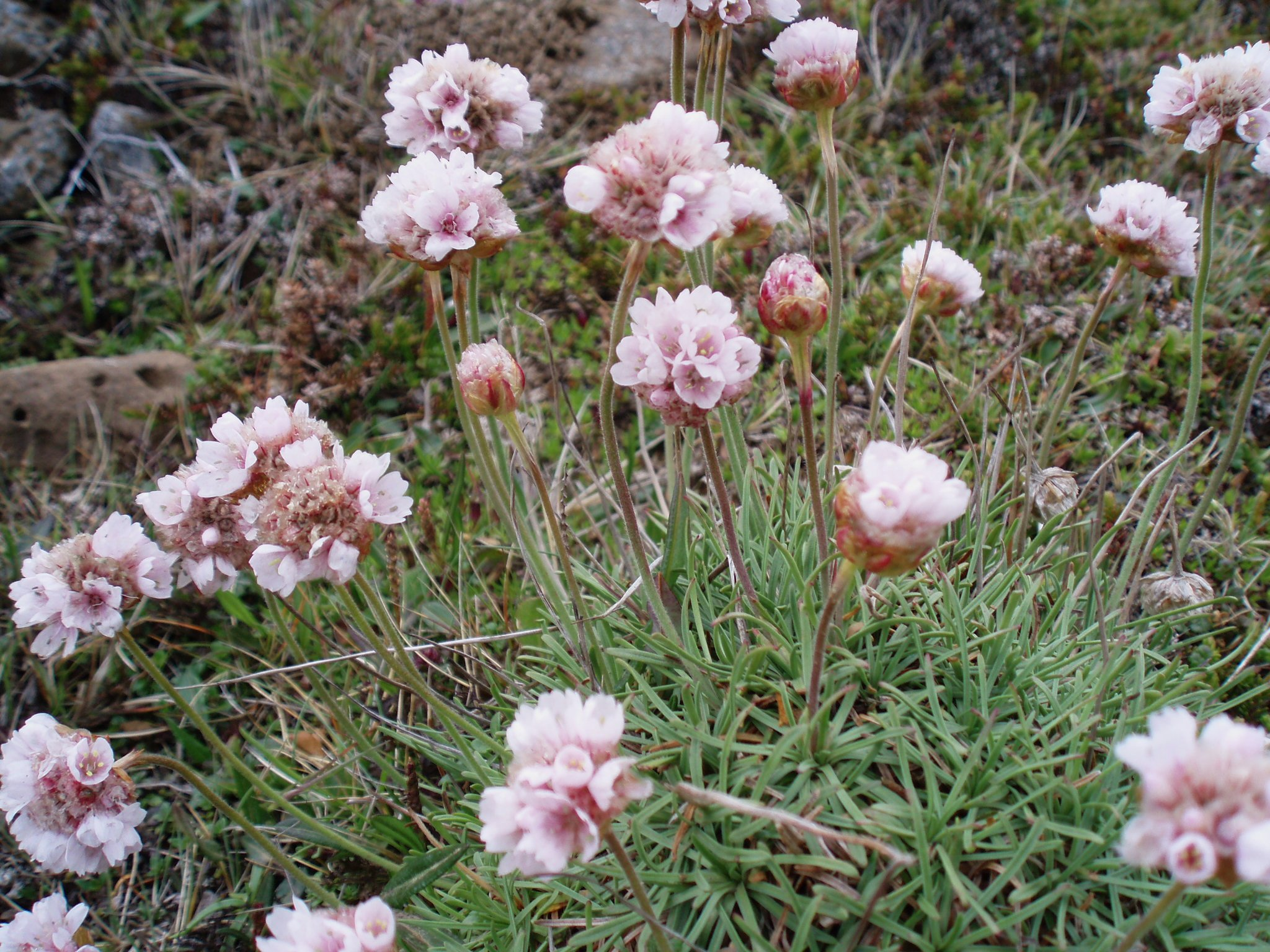
Armérie maritime en Islande en juillet 2007.

À cet endroit, la formation végétale est essentiellement composée de plantes vasculaires dont l'arrivée a été particulièrement étudiée,. Bien que la Roquette de mer, une espèce de la famille des brassicacées, soit le premier végétal recensé sur Surtsey avant les lichens et les mousses, les plantes vasculaires sont arrivées pour la plupart grâce aux oiseaux. Ainsi, lors des premières années de colonisation de l'île par les oiseaux, une vingtaine d'espèces de plantes vasculaires sont observées et leur nombre augmentera de deux à cinq nouvelles espèces par an, certaines s'établissant plus ou moins bien, d'autres disparaissant. Au total, après une quarantaine d'années d'émersion, une soixantaine d'espèces de plantes vasculaires ont été rencontrées sur Surtsey dont une trentaine qui sont toujours présentes au début du XXIe siècle. Les dernières espèces de plantes vasculaires découvertes sur Surtsey l'ont été en 1998 avec le premier buisson observé sur l'île, un spécimen de l'espèce Salix phylicifolia qui peut atteindre quatre mètres de hauteur, ainsi qu'en juillet 2007 avec le recensement de cinq nouvelles espèces encore inconnues sur Surtsey.
À partir du début des années 1990, le développement des colonies de goélands va relancer la colonisation de l'île par des végétaux, notamment des lichens, et par des invertébrés comme le lombric qui est recensé pour la première fois en 1993,. En 2008, la dernière espèce d'oiseau recensée comme reproductrice sur l'île est le Macareux moine avec la présence de deux couples en 2004, installation tardive sur Surtsey au regard des dix millions d'individus qui se trouvent à quelques kilomètres sur Heimaey et qui constituent la colonie la plus importante au monde,. Au début du XXIe siècle, aucun mammifère terrestre, amphibien ou reptile n'a encore été rencontré sur Surtsey.
Sous la surface de la mer, la vie s'est aussi installée sur les flancs immergés de Surtsey. Il s'agit principalement d'algues vertes mais aussi brunes et rouges dont une de type kelp qui abritent des mollusques, des crustacés, des hydrozoaires, des bryozoaires, etc,. Ces espèces, pour la plupart sessiles, ont probablement été apportées par les courants marins qui ont dispersé des propagules depuis les fonds marins entourant le reste des îles Vestmann d'où sont originaires la majorité des espèces,. Toutefois, les fonds marins autour de Surtsey sont plus pauvres en nombre d'espèces que leurs voisins vraisemblablement en raison de l'instabilité des pentes. La faune marine est aussi représentée par des cétacés déjà présents dans ces régions avant la formation de Surtsey comme des Orques, ces derniers étant attirés par la présence d'un groupe de Phoques gris et communs. Ces pinnipèdes ont choisi Surtsey, plus précisément la flèche littorale formant la pointe nord de l'île, comme lieu de vie et de reproduction depuis le début des années 1980, la forte érosion maritime qui se produisait jusqu'à cette époque ne les incitant pas à y séjourner.
Grâce à ces observations, les scientifiques ont identifié trois principaux modes d'arrivée des êtres vivants :
- par eux-mêmes lorsqu'il s'agit d'animaux volants (oiseaux, insectes ailés, etc) ou nageant (phoques)[52],[57] ;
- transportés passivement par les vents ou les courants marins, le cas échéant par le biais de débris, notamment dans le cas de propagules, de graines et d'animaux invertébrés[45],[46] ;
- transportés passivement par d'autres animaux notamment les oiseaux[45],[51].

Surtsey étant distante de quelques dizaines de kilomètres des côtes sud de l'Islande et de quelques kilomètres des autres îles Vestmann, la faune et la flore proviennent généralement de ces terres,,,,. Mais certaines espèces, notamment des oiseaux migrateurs, se rencontrent aussi de l'Arctique canadien à l'Europe. Le transport par des débris flottant est conforté en 1974 lorsque des scientifiques qui analysent des mottes de terre arrivées sur Surtsey y découvrent 663 individus d'invertébrés terrestres, pour la plupart des mites et des collemboles qui ont en majorité survécu à la traversée.

### Étude géologique
Surtsey a constitué une possibilité jusqu'alors inédite pour les volcanologues et les géologues d'observer la formation d'un volcan sous-marin depuis le fond de la mer jusqu'à son émersion et la poursuite de son activité aérienne. Ainsi, le premier débarquement de géologues sur Surtsey s'est déroulé le 16 décembre 1964 et des photographies aériennes furent prises dès février 1964 dans le but de mieux étudier le phénomène. Une expérience visant à étudier la réaction de la lave au contact de l'eau de mer fut menée par un Islandais en 1967. Ce dernier pompa pendant plusieurs heures de grandes quantités d'eau de mer qu'il projeta sur une petite coulée de lave qui fut refroidie sur un de ses côtés et déviée de l'autre. Ce fut la première expérience de ce genre, préfigurant la tentative réussie de dévier une coulée de lave lors de l'éruption de l'Eldfell en 1973 sur l'île d'Heimaey distante de quelques kilomètres.

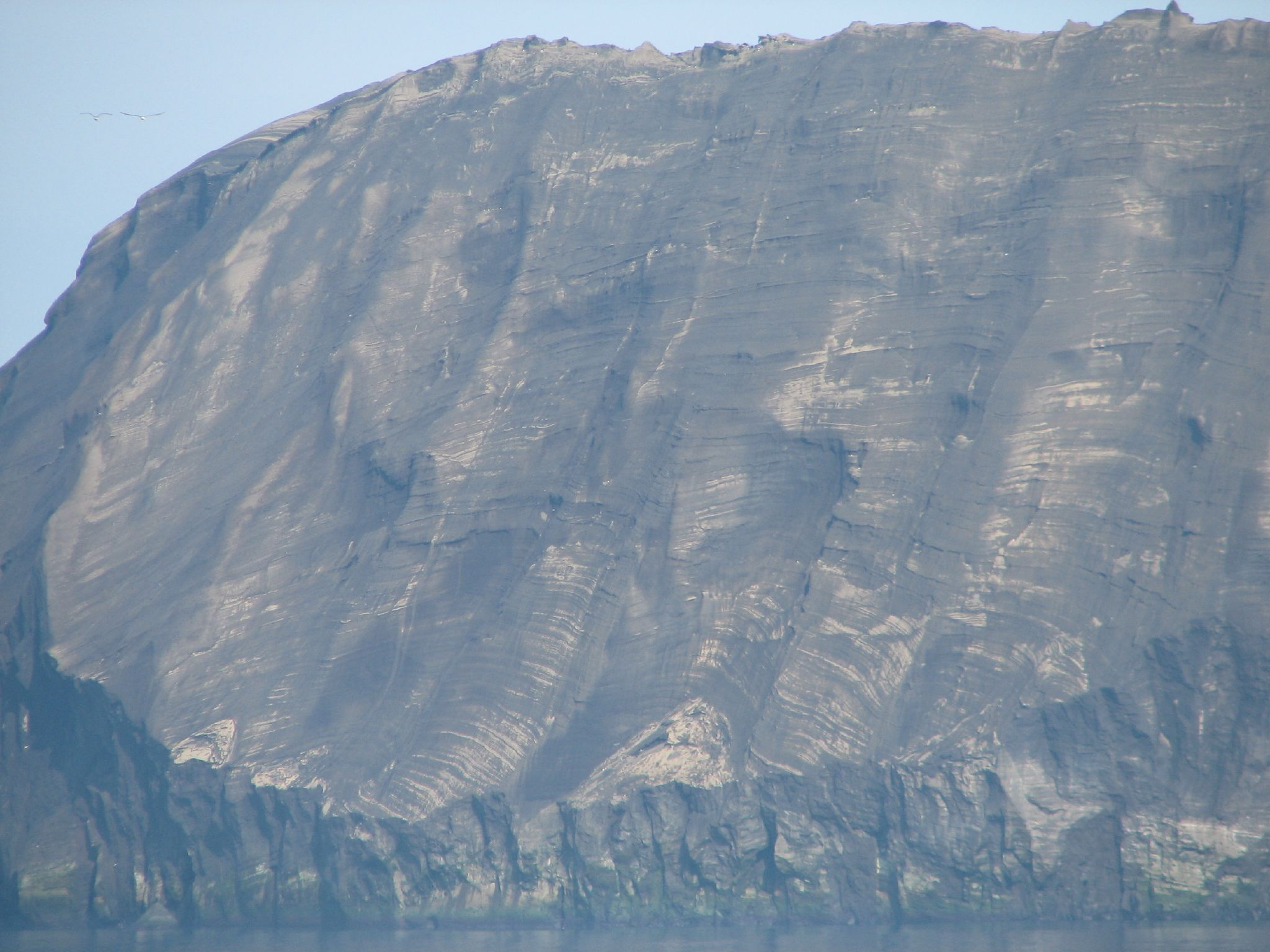
Vue de la face occidentale du cratère de Surtungur formant une falaise littorale.

L'étude de la colonne éruptive de Surtsey permit d'élucider le mode de formation des éclairs qui traversent fréquemment les panaches émis au cours d'éruptions hydromagmatiques et sous-glaciaires. La fragmentation de la lave à sa sortie et sa mise en contact avec de l'eau très froide provoque sa fragmentation, sa charge négative et la charge positive de la vapeur d'eau. Le rééquilibrage des charges électriques provoque alors la formation de ces éclairs entre les panaches cypressoïdes de lave et la colonne de vapeur d'eau.
L'analyse de la nette modification chimique des laves émises par Surtsey au cours de son éruption a permis de mettre en évidence l'existence d'une chambre magmatique profondément enfouie dans la croûte terrestre et où s'est opérée une différenciation magmatique. L'analyse de la composition chimique des gaz volcaniques s'est faite pour la première fois dans des conditions où ces gaz n'ont pas été contaminés par ceux de l'atmosphère, permettant ainsi d'étudier la composition chimique exacte des gaz rejetés par un magma. Ceux de Surtsey ont montré un pourcentage d'eau très faible, de l'ordre de 0,6 %, ce qui est typique des basaltes alcalins.
L'activité hydrothermale de Surtsey a été étudiée tous les trois ans depuis sa découverte. Jusqu'alors inexistante comme le confirment des photographies aériennes infrarouge de l'île réalisées en août 1966, cette anomalie thermique a été mise au jour par hasard au printemps 1967. De nouvelles vues aériennes prises dans l'infrarouge en août 1968 indiquent que cette anomalie est la plus importante au niveau du cratère Surtur. Cette anomalie thermique qui entraîne en surface une activité hydrothermale est apparemment provoquée par l'extrusion de lave sous Surtur entre décembre 1966 et janvier 1976. Toutefois, cette activité hydrothermale, de même que celle présente dans le cratère Surtungur, est de type « faible température » contrairement à la plupart des activités hydrothermales du reste de l'Islande qui sont de type « haute température ». Présente jusqu'en 1979, cette activité hydrothermale commença à décliner vraisemblablement en raison du compactage des couches de téphras. Ainsi, en 1995, les températures au niveau des ouvertures dans le sol étaient du même ordre que les températures ambiantes. Ce phénomène est confirmé par l'étude de l'évolution des températures des roches effectuée entre 1980 et 2004 grâce à un forage réalisé en 1979bdans le cratère de Surtur. Les données montrent un refroidissement général des roches de l'île inférieur à 1 °C par an, y compris là où les températures sont les plus élevées, à 46 mètres sous le niveau de la mer, avec 130 °C en 2004. L'écart de température le plus important entre les deux dates est obtenu au niveau de la surface de l'île avec une différence de 80 °C, passant de 100 °C à 20 °C.
Cette activité hydrothermale ne fut pas sans conséquence sur les roches de l'île puisqu'elle entraîna une rapide altération des téphras. Ainsi, la cartographie de l'île effectuée entre 1968 et 1977, permettant la comparaison entre les surfaces composées de téphras et celles composées de tuf à palagonite, permit d'évaluer le taux de palagonitisation des téphras. Normalement de l'ordre de plusieurs centaines d'années, ce taux n'est que de un à deux ans au niveau des zones situées à une température de 100 °C mais il chute drastiquement en dessous de 40 °C. Ce taux fut confirmé en 2004 lorsqu'une cartographie de l'île montra que 55 % des roches de surface étaient composées de tuf à palagonite soit 85 % du volume de l'île[pas clair]. L'étude de la palagonitisation des téphras de Surtsey permit aux géologues de découvrir que cette altération rocheuse se produit après les éruptions volcaniques et qu'elle se déroule à des pressions et des températures relativement basses.
Les conditions géologiques et météorologiques de Surtsey, caractérisées par une forte pluviométrie et des vents violents, permirent pour la première fois d'étudier l'érosion provoquée par les intempéries. Il fut alors démontré que la perte de matériaux, principalement des téphras, due au vent était de quatre mètres en 2004 au niveau des cônes de téphra et jusqu'à dix mètres dans le centre du cratère Surtur. Ces téphras se sont majoritairement retrouvés à la base des pentes des deux cratères, mettant ainsi au jour leur cœur de tuf palagonitisé, et sur les coulées de lave. L'érosion par les pluies s'est manifestée par des phénomènes de solifluxion et de coulées de matériaux, notamment sur les flancs nord des deux cratères. L'étude des effets de l'érosion maritime sur les côtes de Surtsey permit de mettre en évidence l'efficacité d'action des vagues sur les différents matériaux composant l'île. Ainsi, si les scientifiques s'attendaient à une rapide érosion des terrains composés de téphras, ils furent surpris par la fragilité de la couche de lave face aux vagues. Ces dernières pouvaient transformer le littoral modérément incliné en une falaise de plusieurs mètres de hauteur surplombant des plages de sable ou des amoncellements de blocs de lave arrondis en seulement quelques jours au cours de tempêtes hivernales. Ce phénomène fut particulièrement remarqué lors de l'hiver 1963-1964 au cours duquel un retrait des côtes de 40 mètres en moyenne et de 140 mètres au maximum fut observé. L'étude comparée de la réaction des différents matériaux de l'île face à l'énergie des vagues montre que ces derniers réagissent différemment. Tandis qu'une bonne partie des téphras a été rapidement emportée, la lave a plutôt bien résisté dans un premier temps mais son érosion se poursuit à un rythme non négligeable une quarantaine d'années après la fin de l'éruption. Les sédiments côtiers tendent aussi à être emportés même s'ils sont alimentés par les débris provenant des autres formations de l'île, permettant ponctuellement leur augmentation, notamment au cours des tempêtes hivernales. L'érosion des fonds marins de Surtsey est également importante, y compris pour les monts sous-marins de Surtla, Syrtlingur et Jólnir dont le sommet s'est progressivement éloigné de la surface de la mer depuis la fin de leur éruption. En extrapolant les taux d'érosion des différents matériaux composant Surtsey et sauf nouvelle éruption, l'île ne devrait plus être composée que de tuf à palagonite au début du XXIIe siècle une fois les téphras, la lave et les sédiments entièrement érodés,.